# 上野城
上野城（うえのじょう）は、三重県伊賀市上野丸之内（上野公園）にある日本の城（平山城）。白鳳城、伊賀上野城とも呼ばれる。

## 概要

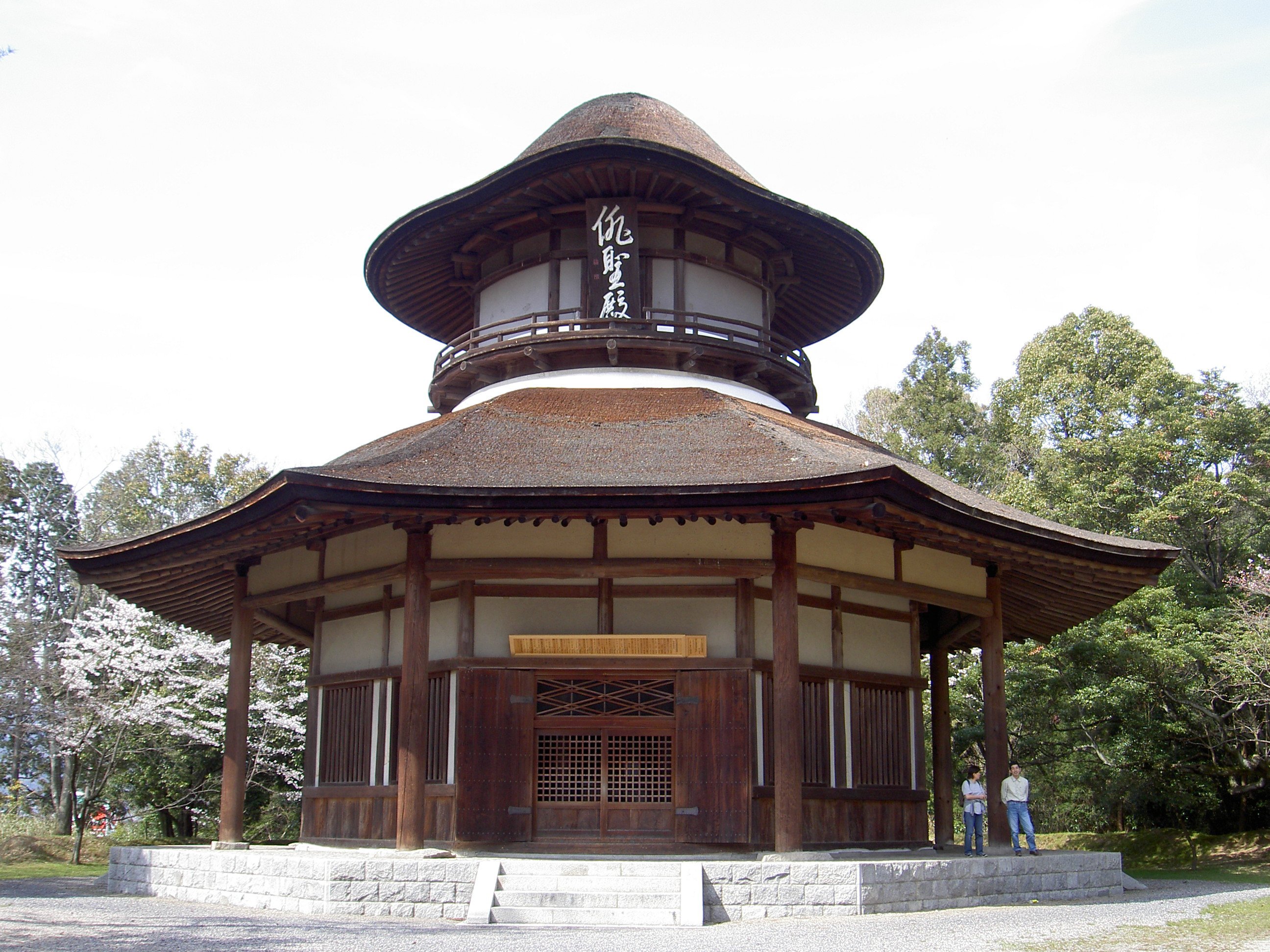
俳聖殿

伊賀上野城は、上野盆地のほぼ中央にある上野台地の北部にある標高184mほどの丘に建てられた平山城である。北には服部川と柘植川、南には久米川、西側には木津川の本流が流れ、城と城下町を取り巻く要害の地にある。
かつて上野城の場所には要塞としても利用された平楽寺や仁木氏館があった。織田信雄（北畠信雄）の家臣である滝川雄利は平楽寺の跡に砦を築いたが、小牧・長久手の戦いの際に脇坂安治によって落城させられた。その後天正13年（1585年） に筒井定次によって改修を受け、慶長16年（1611年）に徳川家康の命を負って藤堂高虎が拡張したが、大坂の陣によって、当時高虎が従属する家康に対立していた豊臣氏が滅んだため築城が中止され、本丸・二ノ丸などの主要部分は城代屋敷を除いて未完成のまま江戸時代を過ごした。
昭和42年（1967年）旧城域一帯が国の史跡に指定されている。城を含めた近隣一帯は上野公園として整備されており、松尾芭蕉を祀る俳聖殿および芭蕉翁記念館や伊賀流忍者博物館があり、伊賀上野の観光地として利用され、各種イベントなどが行われている。長年日本一といわれてきた藤堂高虎の高さ約30mの石垣や三重県立上野高等学校敷地内に手当蔵（武器庫）が現存し、米倉は博物館の一部として上野公園敷地内に移築現存する。現在、天守台にある3層3階の天守は昭和初期築の模擬天守で、正式には伊賀文化産業城という。

## 歴史

### 平安時代
城のある丘は平清盛の発願によって建立された平楽寺という大寺院があったと言われている。

### 室町時代
伊賀上野城西の丸と後世に呼ばれることとなる丘陵には伊賀の守護大名である仁木氏館（伊賀の守護所）があった。しかし仁木氏は室町時代半ばから衰退が始まり、戦国時代には名ばかりの守護となっていた。特に北・南伊賀には影響が及ばなくなり（仁木氏は伊賀中部に威力があった）、権威を回復しようと合戦を起こすもその都度敗走し、柘植氏と戦った際には当主が討たれた。遂に仁木氏の生活は貧窮を極め、伊賀中部の国人らの援助により体を成す有様で守護としての権威は没落、侮辱の対象とされるなど、領国経営は機能していなかった。
そのような状況にありながら、仁木兵部少輔は家宝として茶器を購入したり、実状に相応しくない行動が多くなった。これに怒った豪族らが守護所を襲撃した。仁木一族は信楽へ逃れ、大名としての仁木氏は一時滅亡した。後に仁木義視が織田信長の援助で守護に返り咲いたが、国人の支持を得られず再び追放され伊賀は反織田の姿勢を明確にした（伊賀惣国一揆）。以降の仁木一族の動向は不明。

### 戦国時代

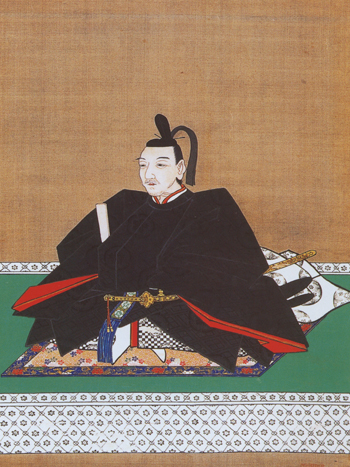
織田信雄像

天正7年（1579年）9月、伊勢の織田信雄が8千兵を率いて伊賀平定（天正伊賀の乱）に乗り出したが、伊賀衆の前に敗れ、天正9年（1581年）9月に信雄の父織田信長は4万5千の兵で伊賀を平定。信雄の家臣である滝川雄利を伊賀守護とした。雄利は大寺院、丸山城、滝川氏城を改修し伊賀を支配した。本能寺の変後豊臣政権となると、天正12年（1584年）10月に羽柴秀吉（後の豊臣秀吉）の家臣脇坂安治が伊賀守護となったが、天正13年（1585年）5月に摂津に移封された。

### 筒井氏時代

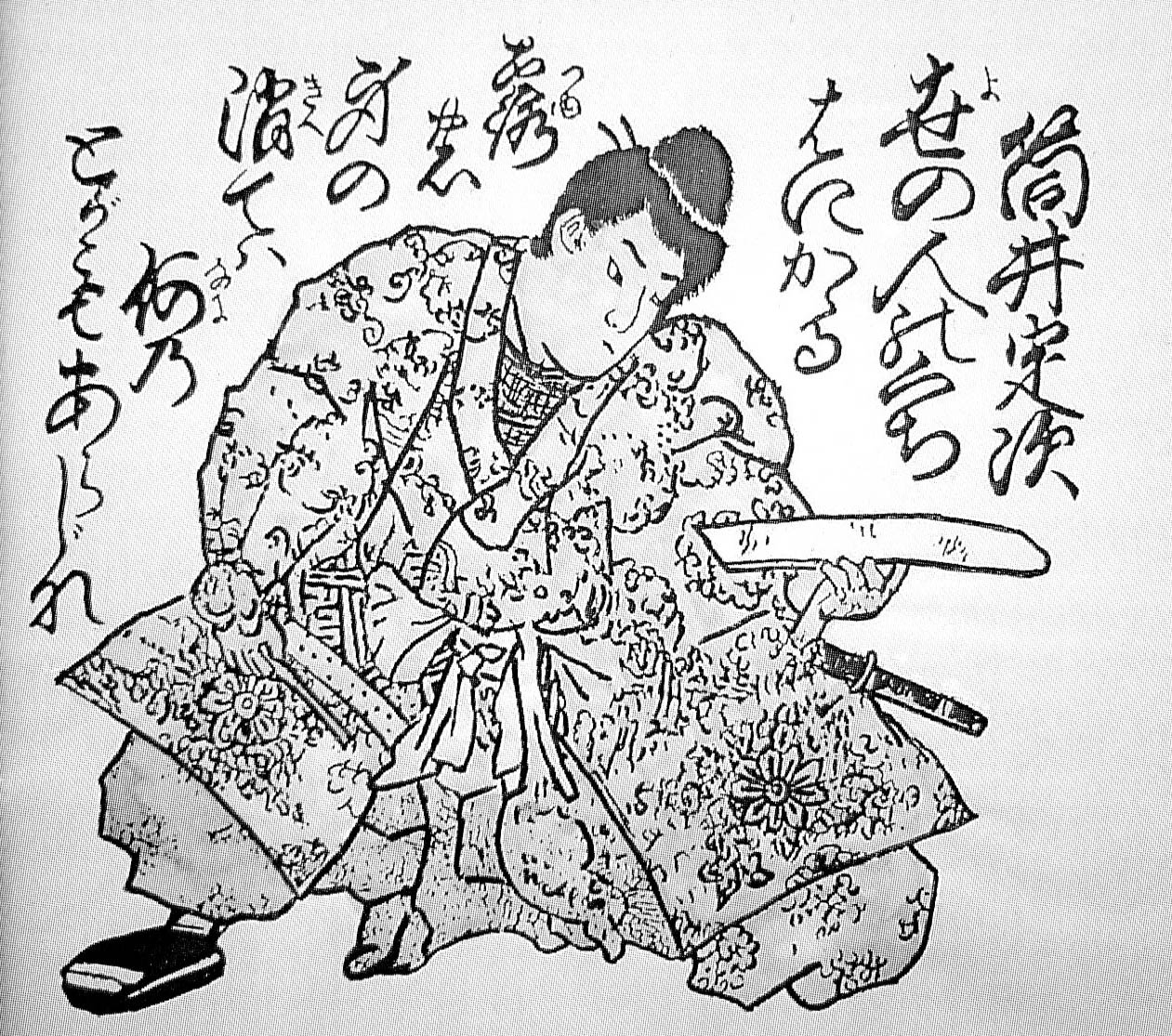
筒井定次像

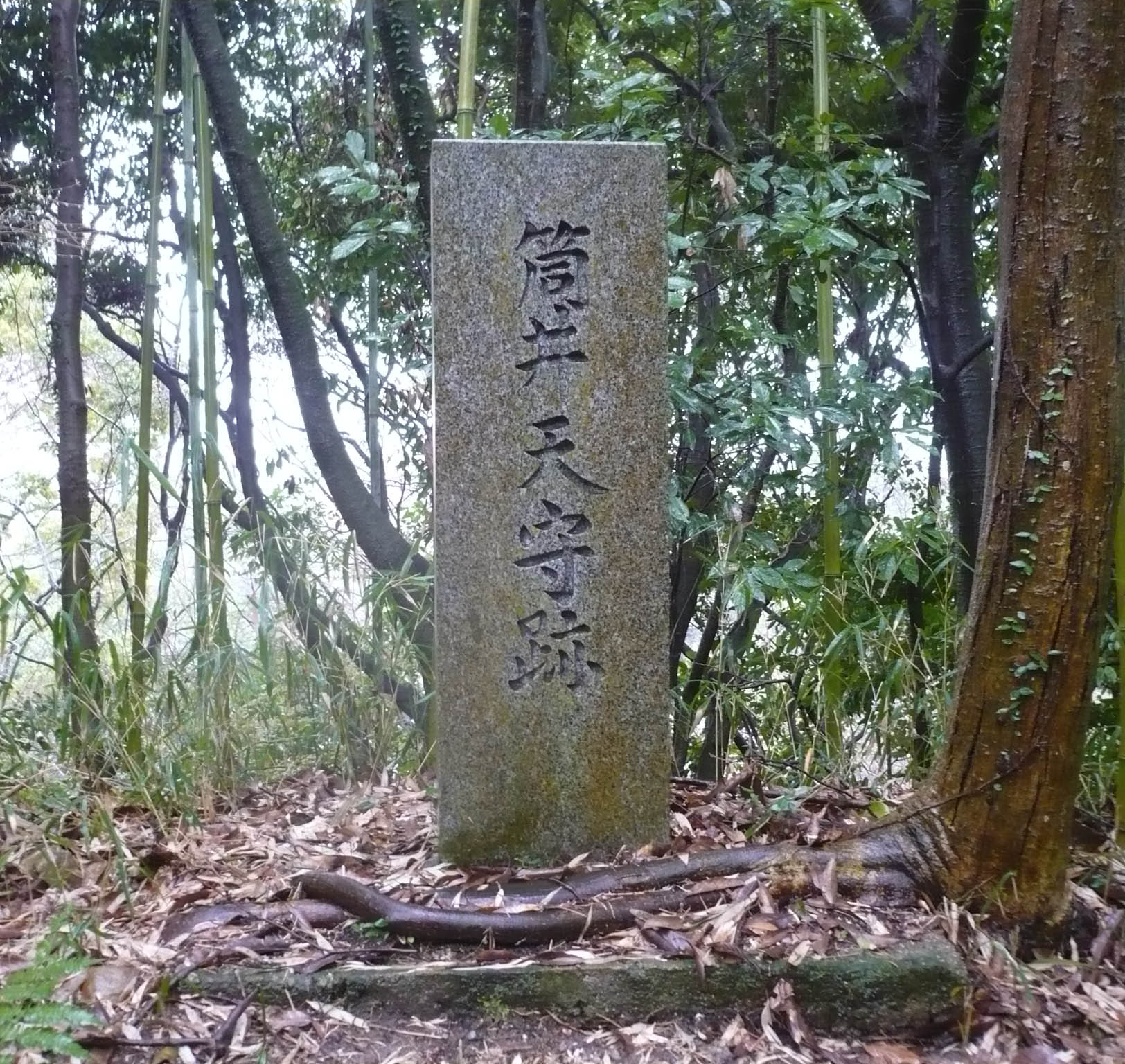
筒井天守跡の石碑

脇坂安治の移封から3ヶ月後の8月、郡山城から羽柴の姓を賜った筒井定次が伊賀へ移り住んだ。定次は天正伊賀の乱で焼け落ちた平楽寺、仁木古館跡に築城することにした。｢迅ニ上野之駅ニ入来シ仁木友梅ノ舗地ヲ囲、仮ニ草館ヲ造立シ屢比ニ幽栖ス。而後数千ノ役夫ヲ催、平楽寺・薬師寺ニケ場ノ荒地ヲ点シ、文禄年中ニ一城ヲ造畢ヌ。三層ノ高楼ヨリ内外ノ曲輪要害太厳重也｣(『伊水温故』)とあり、城は高丘の頂上を本丸とし、三層の天守を建て、本丸の西に二ノ丸、北の山下を三の丸を配し、大手を三の丸の北谷口とした。城代屋敷の北東隅に筒井時代の天守があったと考えられている。
慶長5年（1600年）、関ヶ原の戦いが起こると定次は東軍の徳川家康方につき会津征伐に参戦し、上野城は筒井玄蕃が留守居役としたが、上野城を西軍の摂津高槻城主新庄直頼・直定父子に攻撃された際、筒井玄蕃は戦わず城を明け渡し高野山に逃亡した。定次は家康の許しを得て直ちに軍を引き返し、城を再奪取し事なきを得た（上野城の戦い）。
関ヶ原の戦い後、新庄直頼父子は改易され定次は本領安堵、伊賀上野藩を立藩した。しかし、家康は大坂城を包囲する必要に迫られ、近江彦根城同様重要な地点である上野城を強固にすべく、家康は定次をかねてから不行状で島清興などの重臣に多く出奔され失策の多いのを理由に、慶長13年（1608年）6月に領地没収、磐城平城主鳥居忠政のもとに預けた（筒井騒動）。一説には、定次がキリシタン大名で棄教を聞き入れなかったためとも言われている。

### 藤堂氏時代

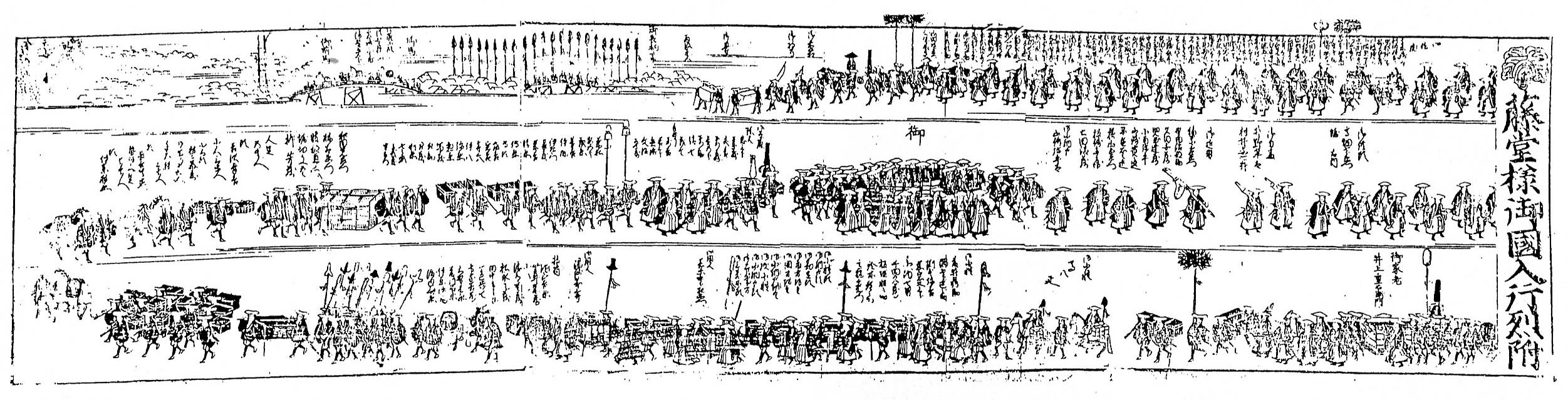
藤堂様御国入行列附版画/伊賀文化産業協会蔵

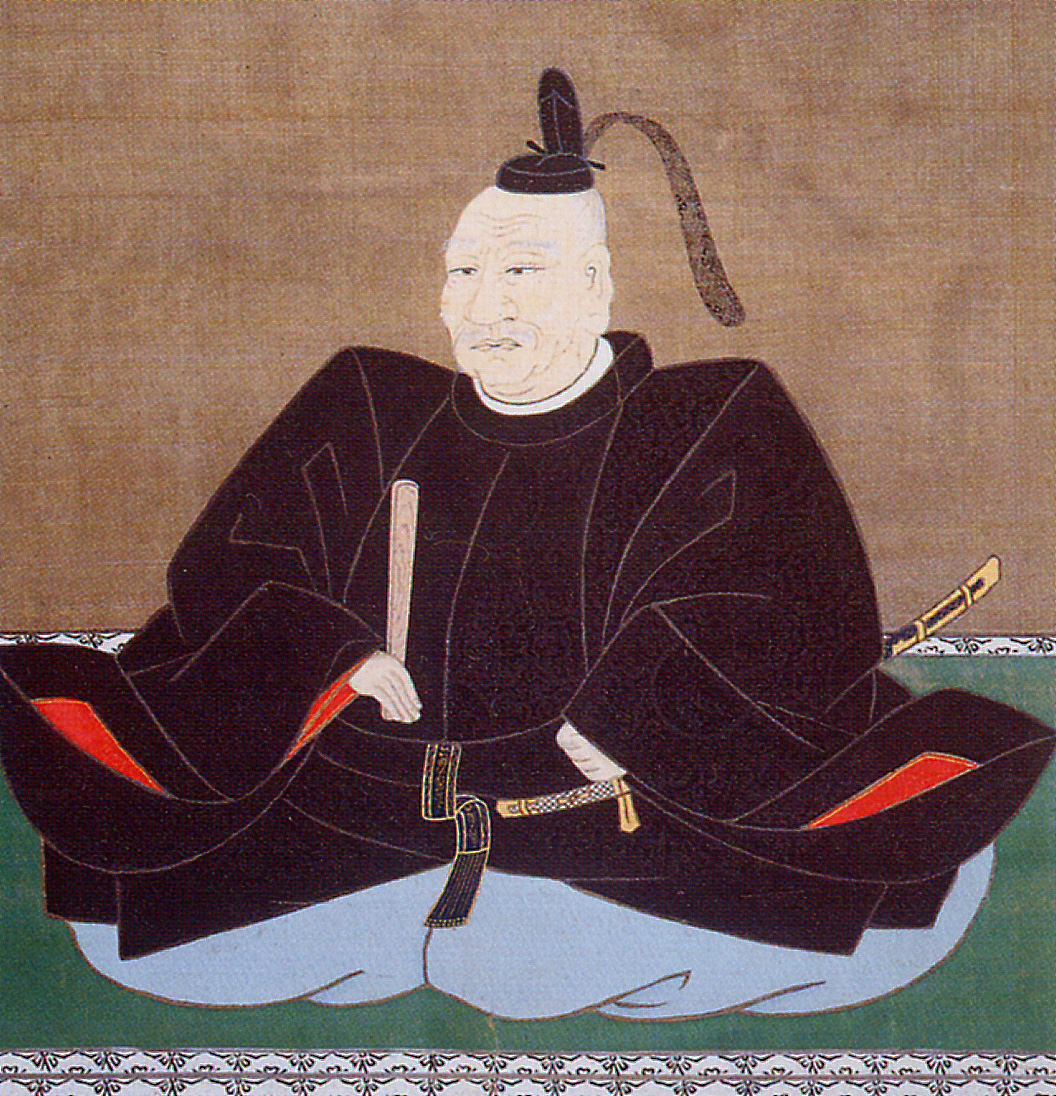
藤堂高虎/個人蔵

同年8月、伊予宇和島城から築城の名手とされる藤堂高虎が伊賀に入国した。大坂城に対抗する以外にも、大和・紀伊を抑えるためにも高虎の力が必要となったと思われている。高虎は慶長16年（1611年）正月より、上野城を大幅な改修に着手、大坂方に対抗するために特に西方面の防御に力をそそいだ。
｢本城の西の空地を築挙げ広め、西に幅十五間の深溝を掘り、高さ根石より十五間の高塁、南北押廻して百八十六間の石塁を築き、南北の両隅に櫓台を制し、是までの本城と合せて新に本丸とし、南面にして南北に二口を開く南側の東西百三十間とし、北側の東西百三十一間とす。東側は乾堀共旧きを用い、西側は幾度新に南北百三十九間とす。比高塁摂坂の城塁より見事なり｣(『公室年譜略』)としている。この「摂坂の城」とは豊臣時代の大坂城のことを指しており、高石垣の規模の大きさを物語っている。南側を大手とし、堀を深く、南に二ノ丸を構築した。天守の位置を西側に移動し、今治城天守を移築しようとしたが、天下普請となった丹波亀山城に献上したため新規に5層天守を建設した。筒井時代は、上野城は大坂城を守る出城としての機能を持った城であったのに対して、藤堂時代は大坂城を攻めるための城というまったく正反対の立場をとった城とされている。
東西十三間、南北十一間、高さ五間の天守台を築いた。天守閣の建設は五人の大工棟梁の分担工事とし、互いを競わすなどされていたが、完成をひかえた慶長17年（1612年）9月2日、大嵐のため三層目が西南に吹き倒れ、その上に五層目が落ち天守は倒壊した。大工や人夫合せて約180名が倒死、また多数の怪我人をだした。
慶長19年（1614年）、元和元年（1615年）の2度に渡る大坂の陣で家康の勝利となり、豊臣氏の滅亡で堅固な城が必要なくなり天守は再建されなかった。本丸に櫓は建てられなかったが、外堀の土塁上には、二層櫓が二棟、単層櫓が八棟、計十棟の櫓が建てられ、長さ二十一間、両袖に七間の多聞櫓をつけた東大手門、西大手門も建てられた。高虎は大坂の陣が終わった後、交通の便利がいい津城を本城とし、上野城を支城とした。
一国一城令で上野城は伊賀の城として存続が認められると、高虎は弟の藤堂高清を城代とし、高清の死後は藤堂元則が城代となり、文政8年（1825年）に藤堂高猷が最後の城主となるまで藤堂氏の世襲とした。

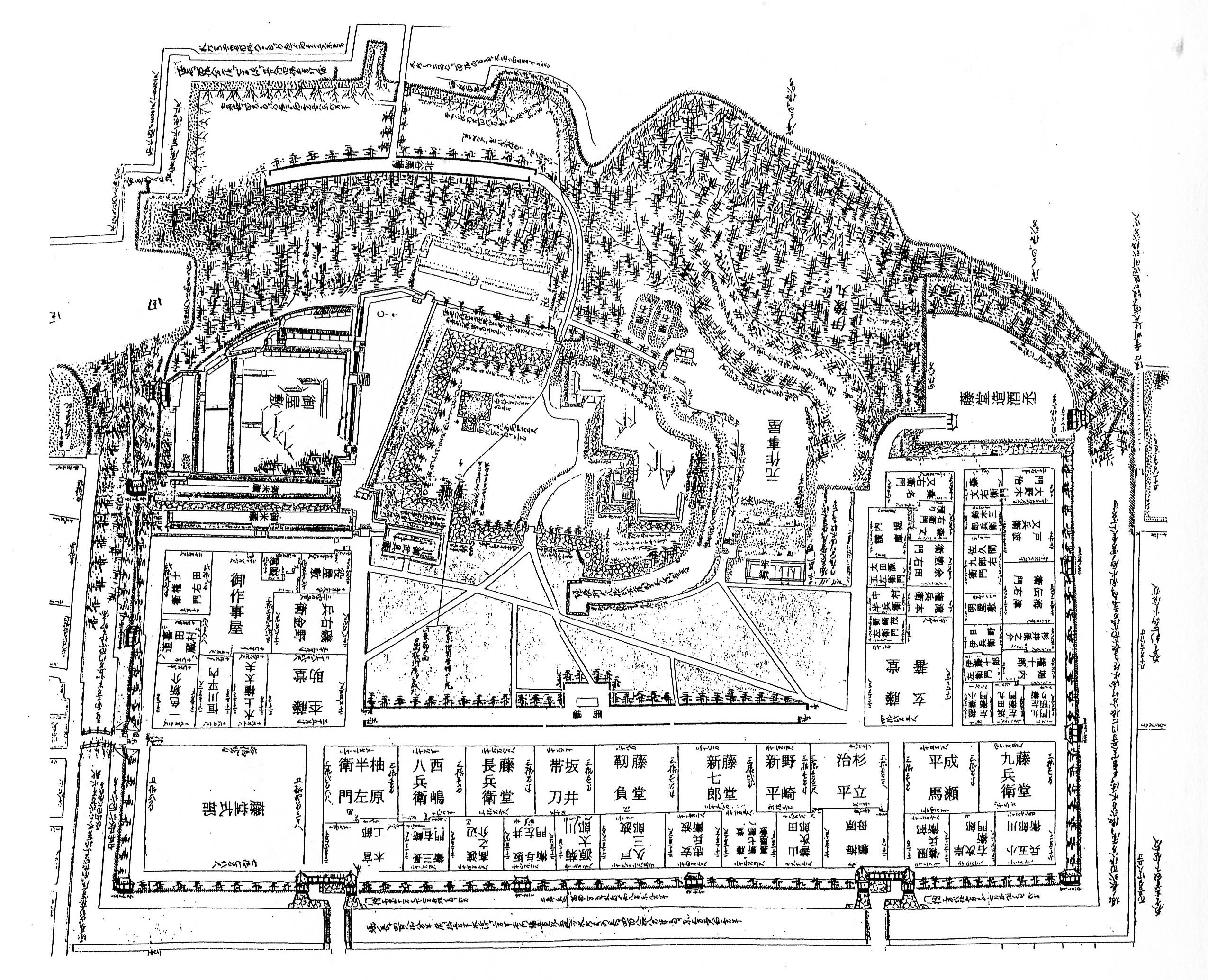
上野城絵図/個人蔵
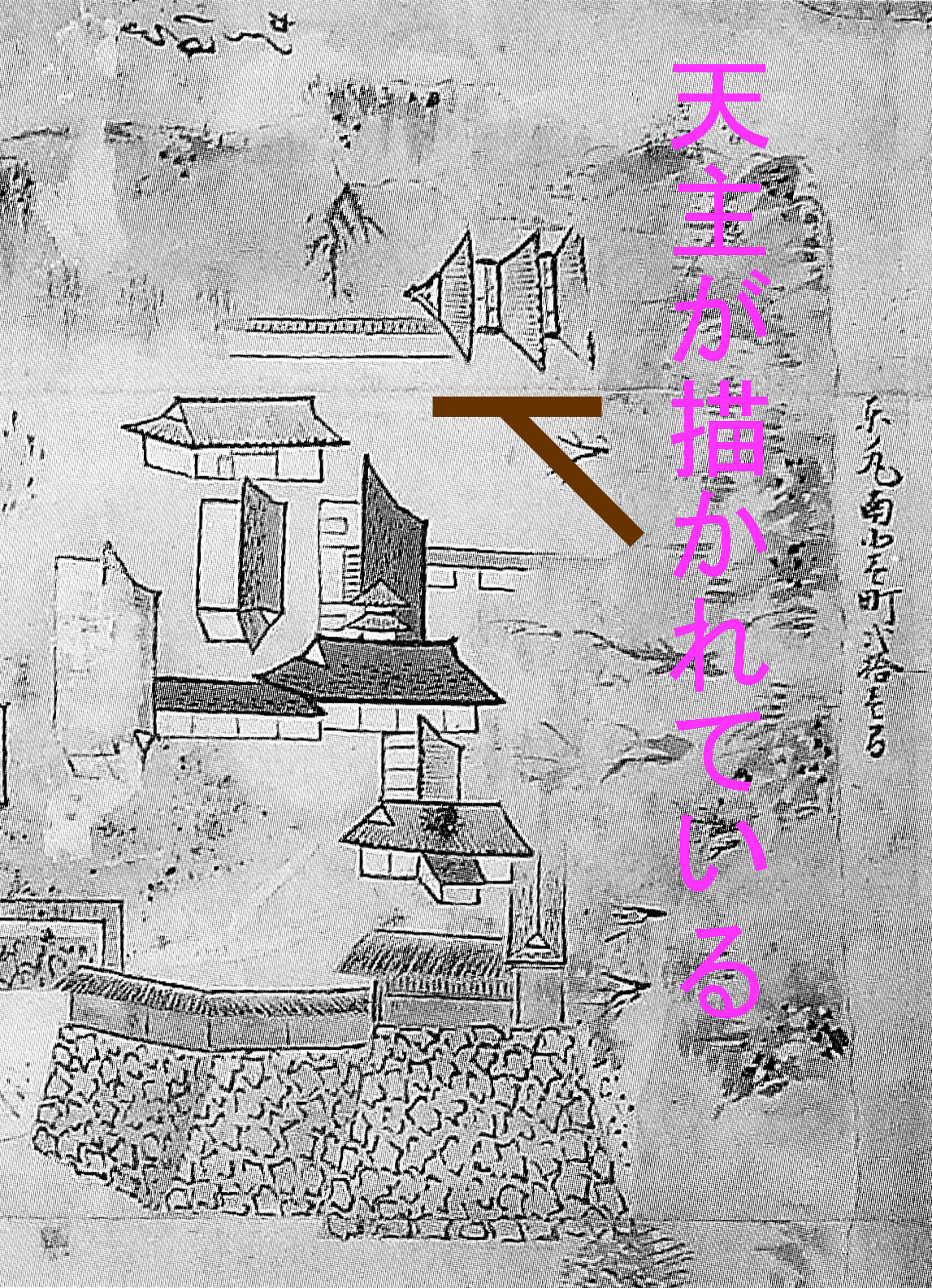
上野城絵図の部分図/個人蔵
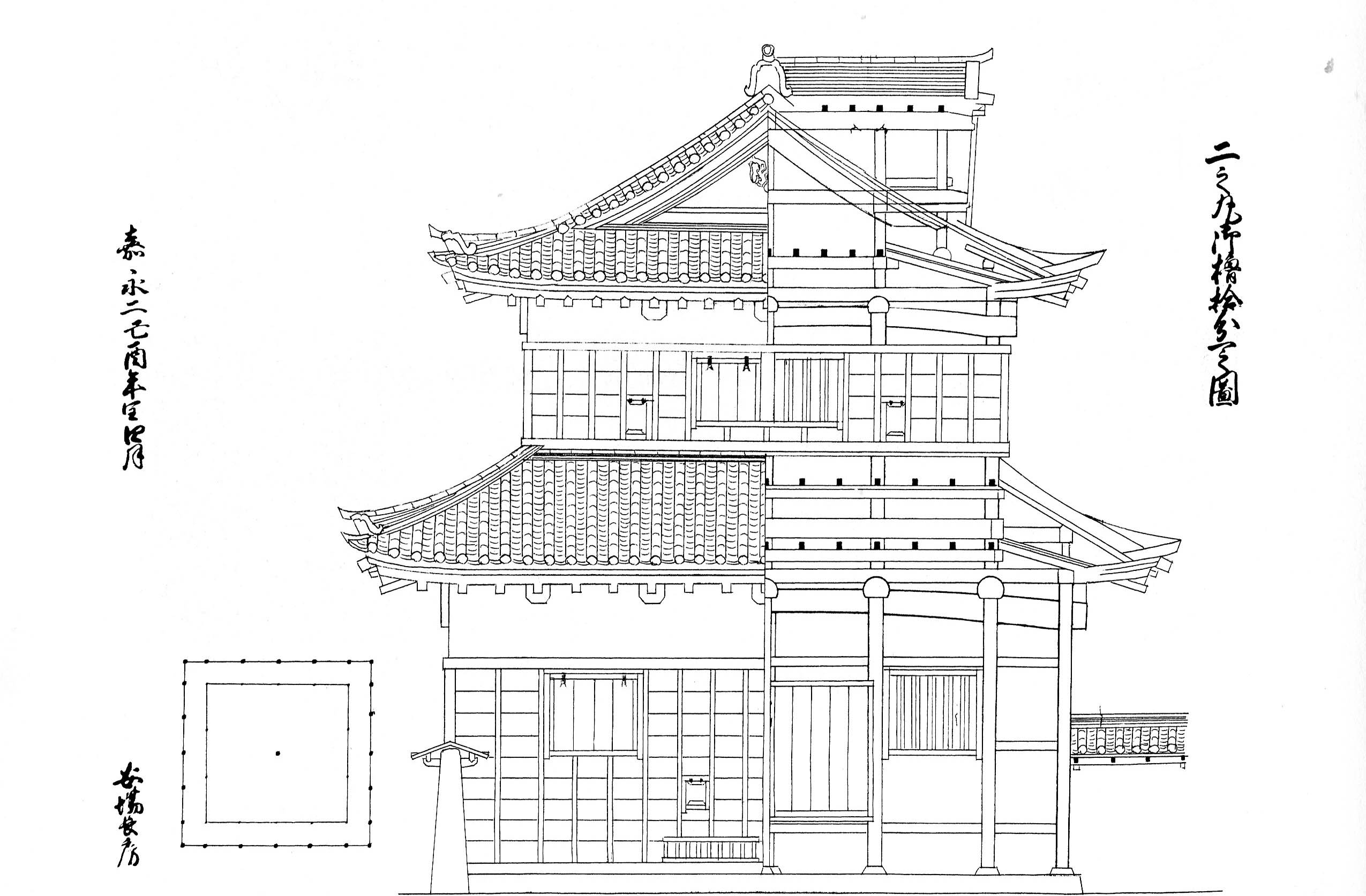
二之丸櫓図/個人蔵
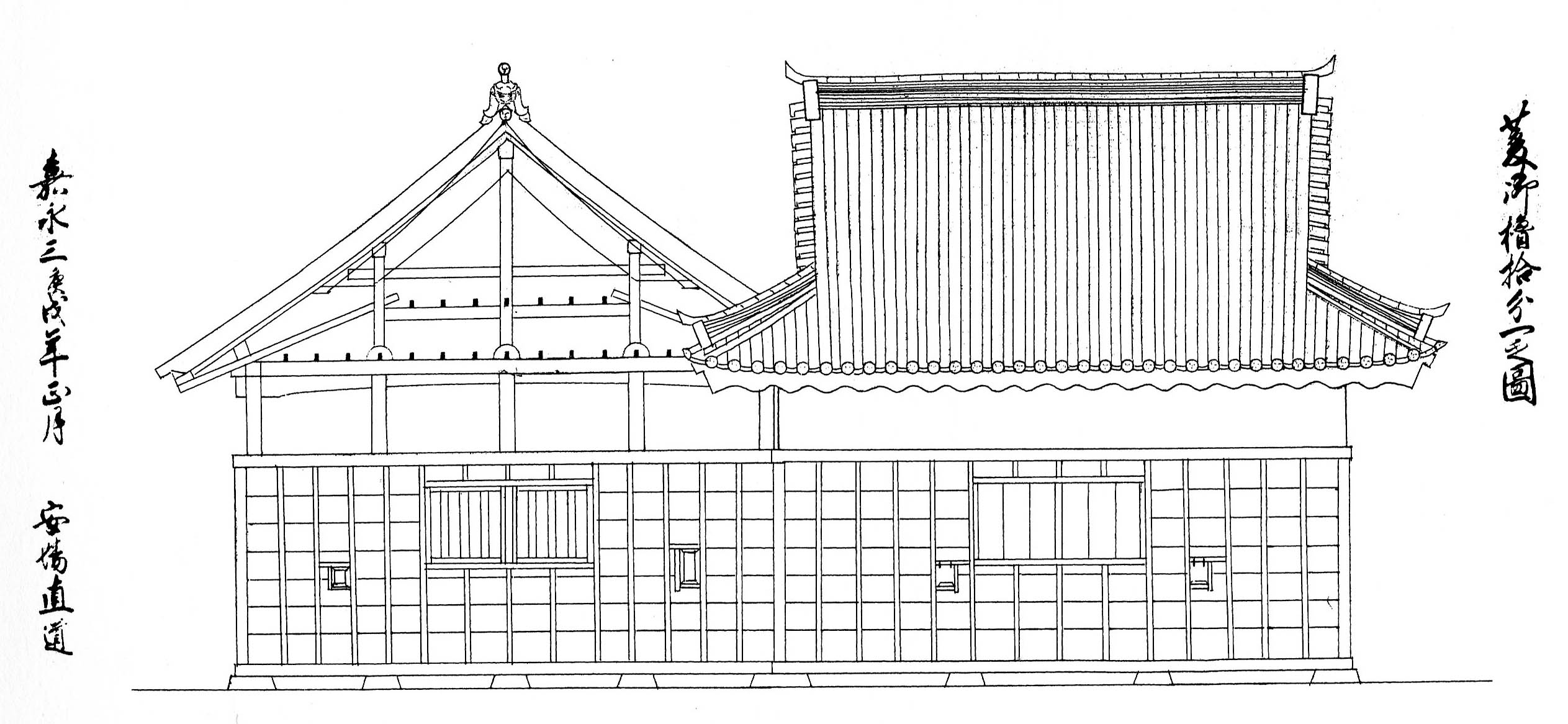
菱櫓図/個人蔵

### 近現代
- 1869年（明治2年） - 版籍奉還。明治維新後、廃城令によって廃城処分とされ、他の城と同様に伊賀上野城も石垣上の構造物の多くが取り壊された。
- 1873年（明治7年） - 博覧会開催後、太鼓櫓、下之段米蔵が民間に払い下げになった。
- 東大手門を中心に、三重県庁上野支庁と第三警備駐屯所が置かれた。
- 1887年（明治20年） - 東大手門が解体。
- 1896年（明治29年） - 伊賀出身の実業家田中善助が、城周辺の整備を行って公園として住民の憩いの空間とした。
- 1907年（明治40年） - 西大手門が解体。
- 1935年（昭和10年） - 衆議院議員であった川崎克の尽力により復興天守が建設される。
- 1967年（昭和42年）12月27日 - 国の史跡に指定される。
- 1980年（昭和55年） - 4月に公開された映画『影武者』の撮影現場として用いられた。
- 2006年（平成18年）4月6日 - 日本100名城（47番）に選定された。
- 2011年（平成23年）9月1日-11月30日 - 築城400年祭が行われた[3]。
- 2021年（令和3年）4月8日 - 東京オリンピックの聖火リレーの三重県区間第2日目のスタート地点となる[4]。第1走者を務めたのは鳥羽一郎であった[4]。

## 城郭

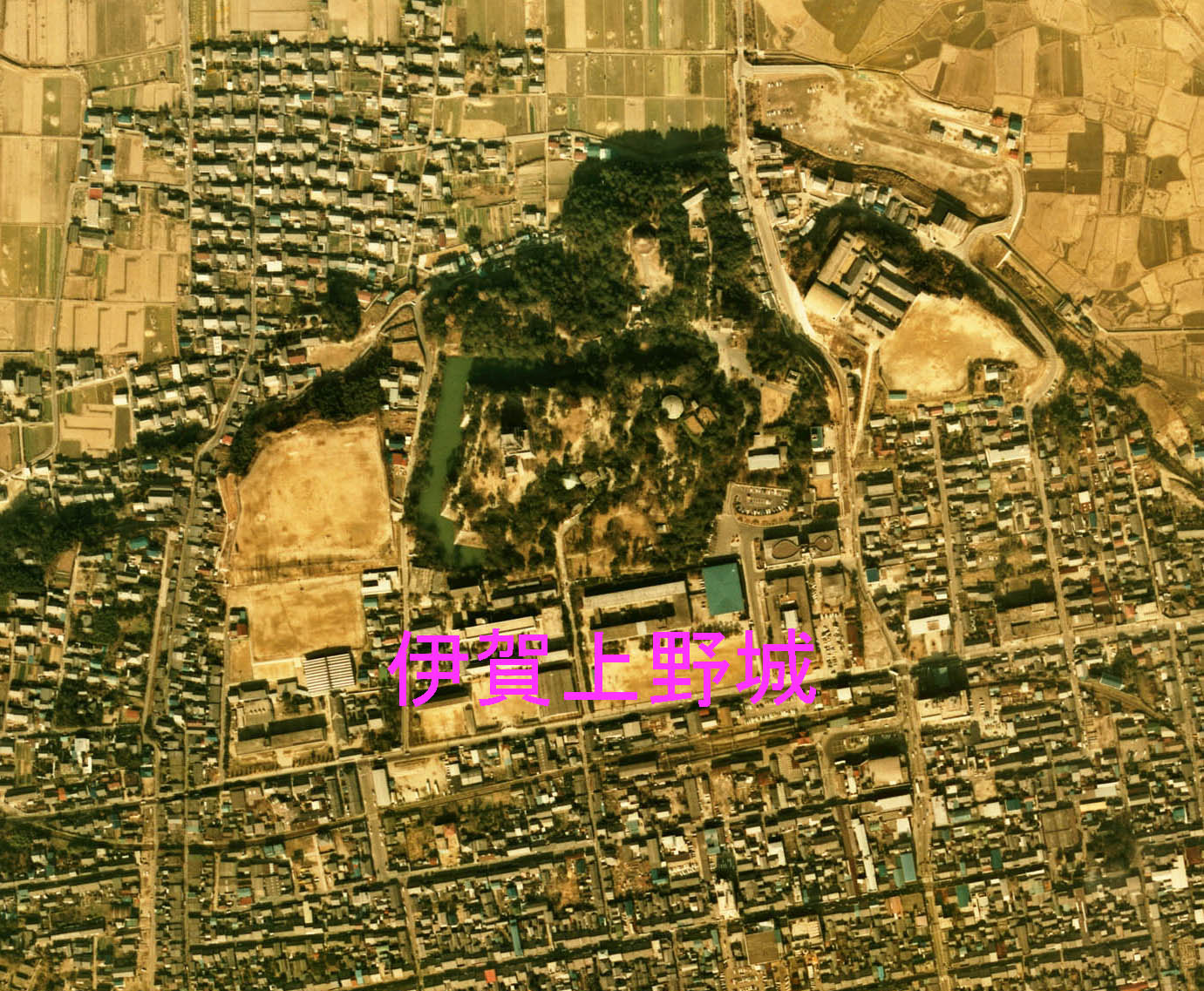
伊賀上野城と周辺地域の空中写真/

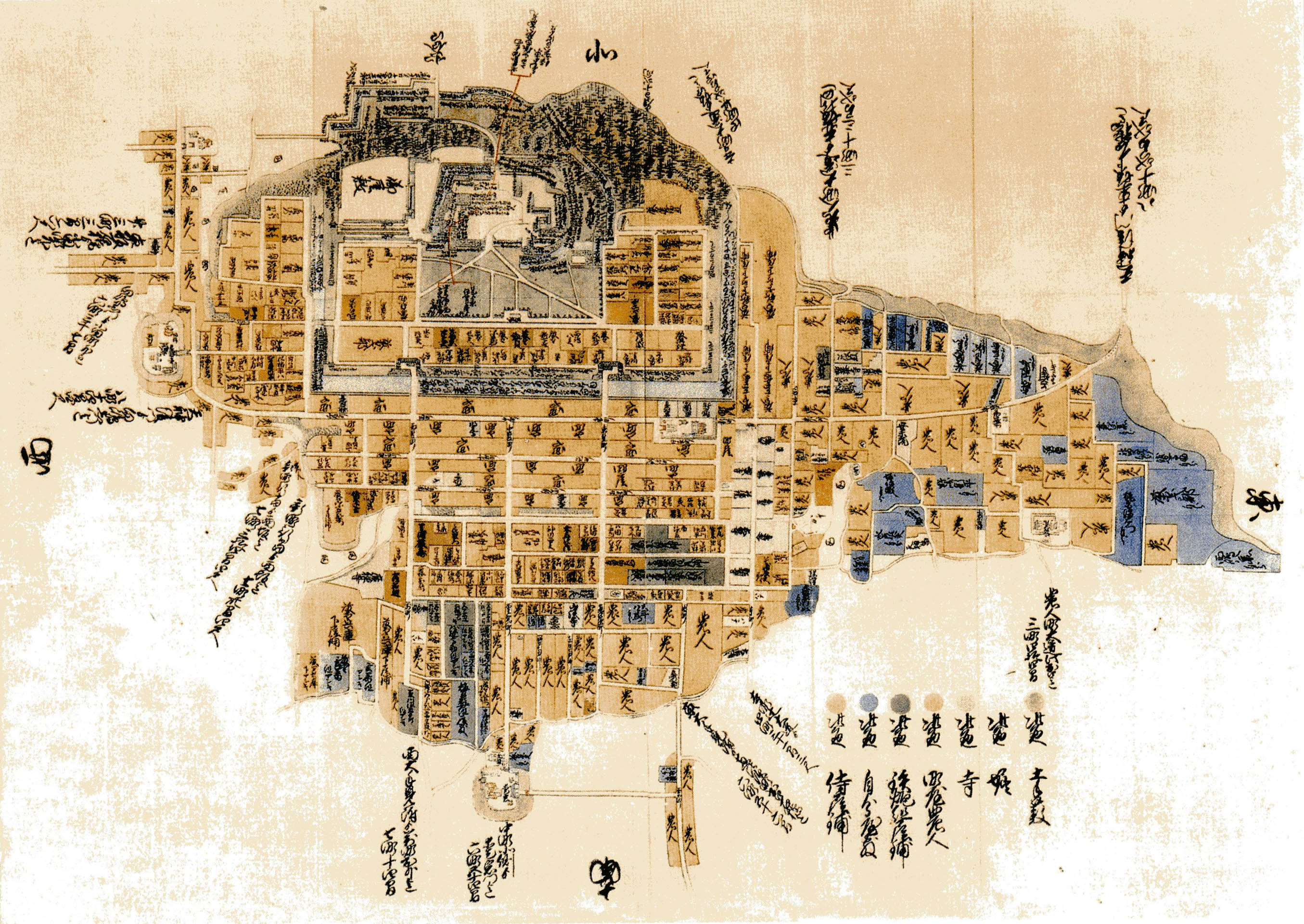
上野城下町絵図（伊賀市指定有形文化財）/個人蔵

藤堂高虎が大規模に改修した時は、大坂城の備えとして西側の防備を固めた。これは、徳川家康が不利となった場合、この城で籠城する時に備えて、相当数の兵員を収容できるよう、細部の完備や美観を整えるより実戦本意に配慮した。藤堂高虎は伊賀忍者に命じ、58カ国、148城を密かに忍ばせ要害図を盗写させ、伊賀上野城を改修の参考にしたという伝承が残っている。
筒井定次時代の城を取り込み、大きさも約3倍となり7千坪に拡張した。筒井定次時代の本丸の西を拡張し、旧本丸と合せて新本丸とした。本丸の南には広大な外郭をつくり二ノ丸と呼ばれていたが、次第に名称も変わり東の高台と通称するようになった。東側の外堀は218間、堀幅12間、南側は488間、堀幅15間、西側は254間、堀幅12間、北側が17間、北の山下の土塁と堀は筒井氏時代のものを活用している。丸の内は高い禄の家臣の屋敷地となっていた。又、本丸には城代屋敷もあった。
本丸の西、内堀を隔てた台地、現在の三重県立上野高等学校のグランド付近が、藩主の屋敷、御殿と呼ばれている。城下町は外堀の南に置かれ、本町筋、二の町筋、三の町筋があり、三の町筋に家臣や住民の消費にそなえた商人町があった。三の町筋の南側に堀が作られる予定であったが、中止になり外馬場となった。これ以外に馬場の南一帯は外輪と呼ばれる侍町、忍町が置かれ、更にその南に鉄砲組足軽の長屋が置かれ、鉄砲町と呼ばれていた。忍町の南一端はかや町と呼ばれる農家があったが、次第に町が形成され東の枝町と呼ばれていた。都市開発で埋め立てられた事もあって、現存する廓は本丸と伊予丸だけであり、本丸の内堀も現存している。又、予算の関係で城代屋敷、東大手門、西大手門、等の建物の木造復元計画はない。
嘉永7年（1854年）6月に、伊賀上野地震があり伊賀上野城をはじめ城下町に大被害があり、城内の建物の多くが壊れ、石垣が所々で破損した。その後御殿、城代役所、武具蔵、米蔵をはじめ、東大手門、西大手門等、城として最小限のものが補修されたが、外郭の櫓は再建されず、倒壊をまぬがれた太鼓櫓と菱櫓が残るものとなった。
古写真

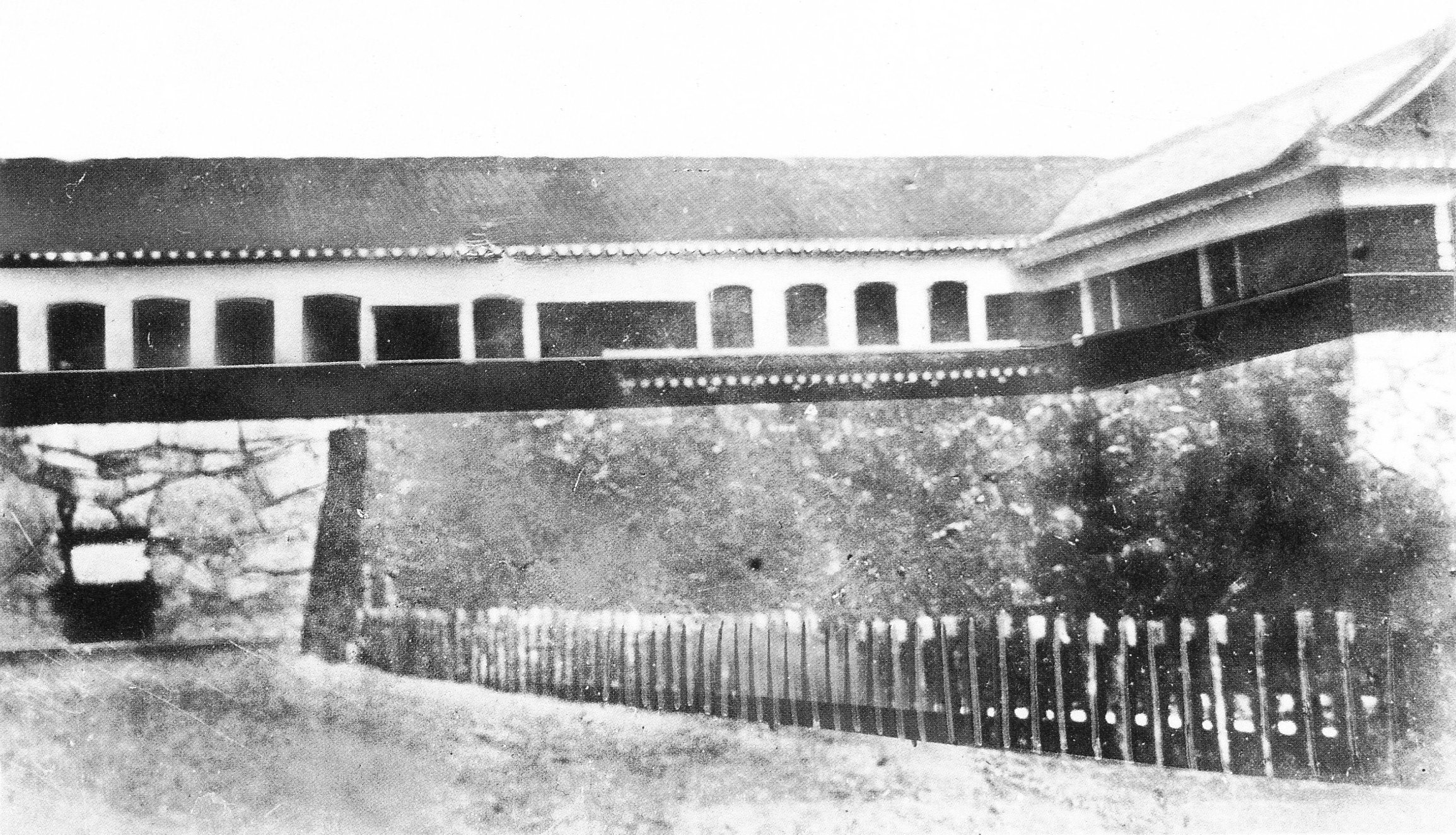
東大手門（非現存）
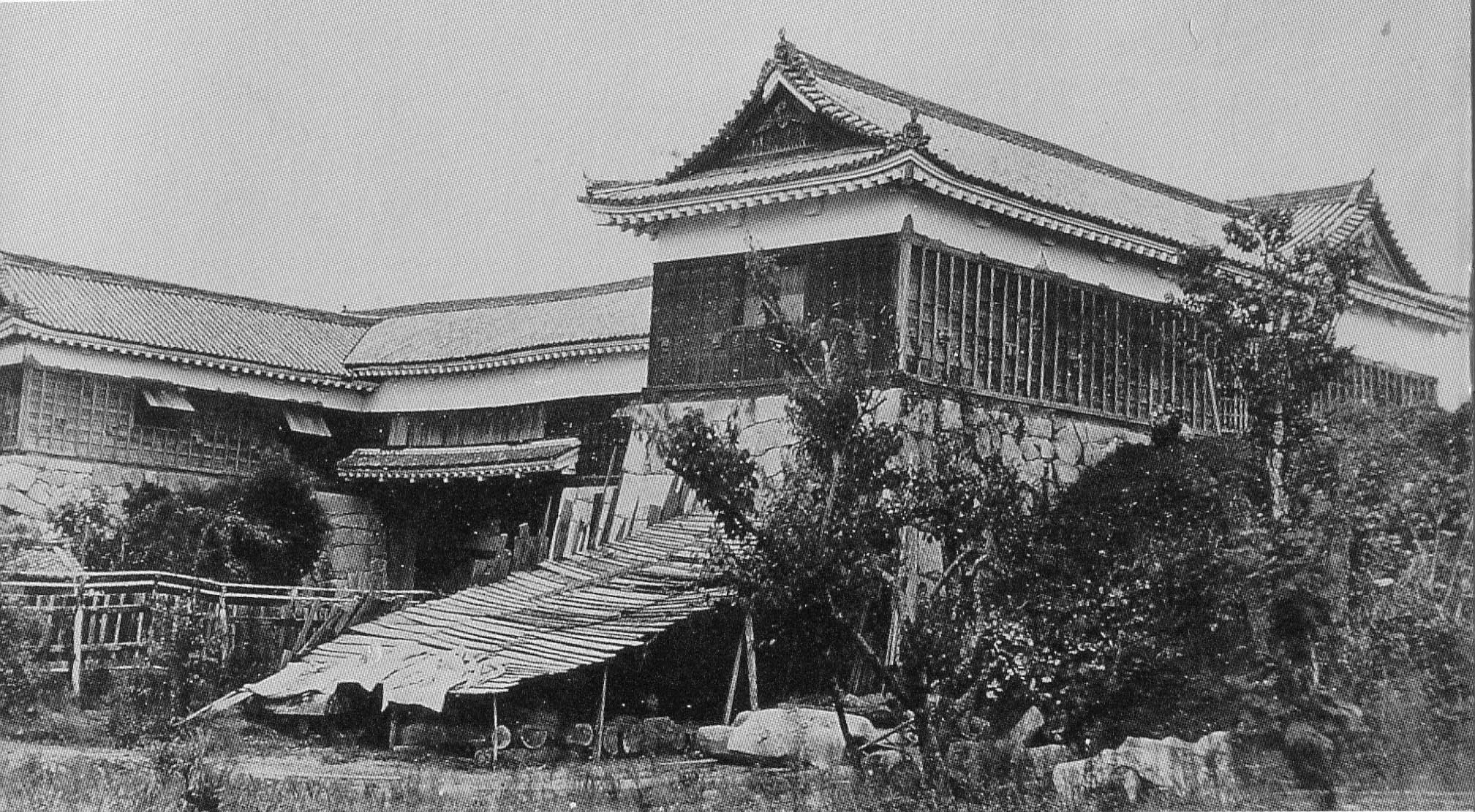
西大手門（非現存）/伊賀市上野図書館蔵
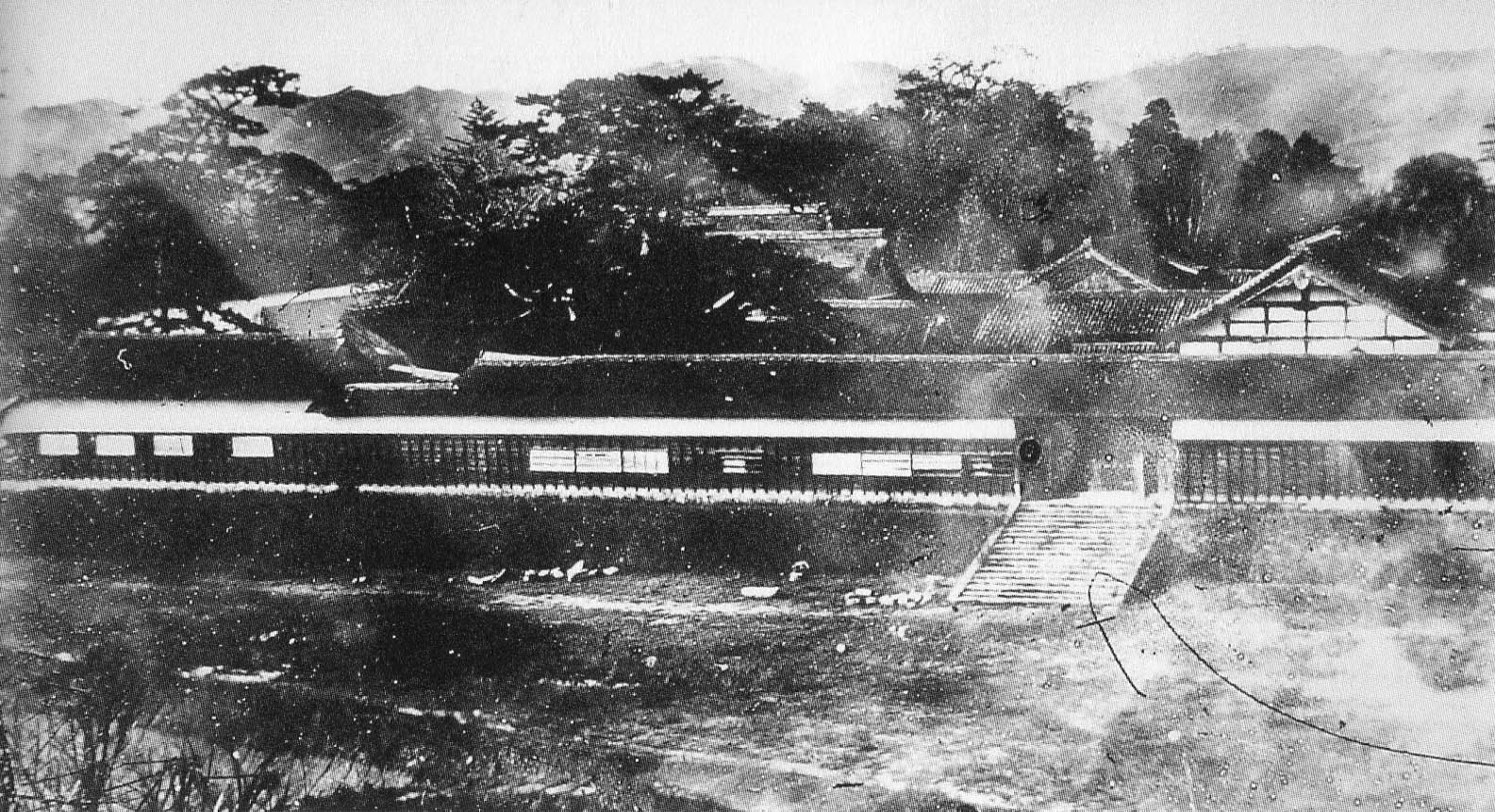
御屋敷（非現存）/伊賀市上野図書館蔵
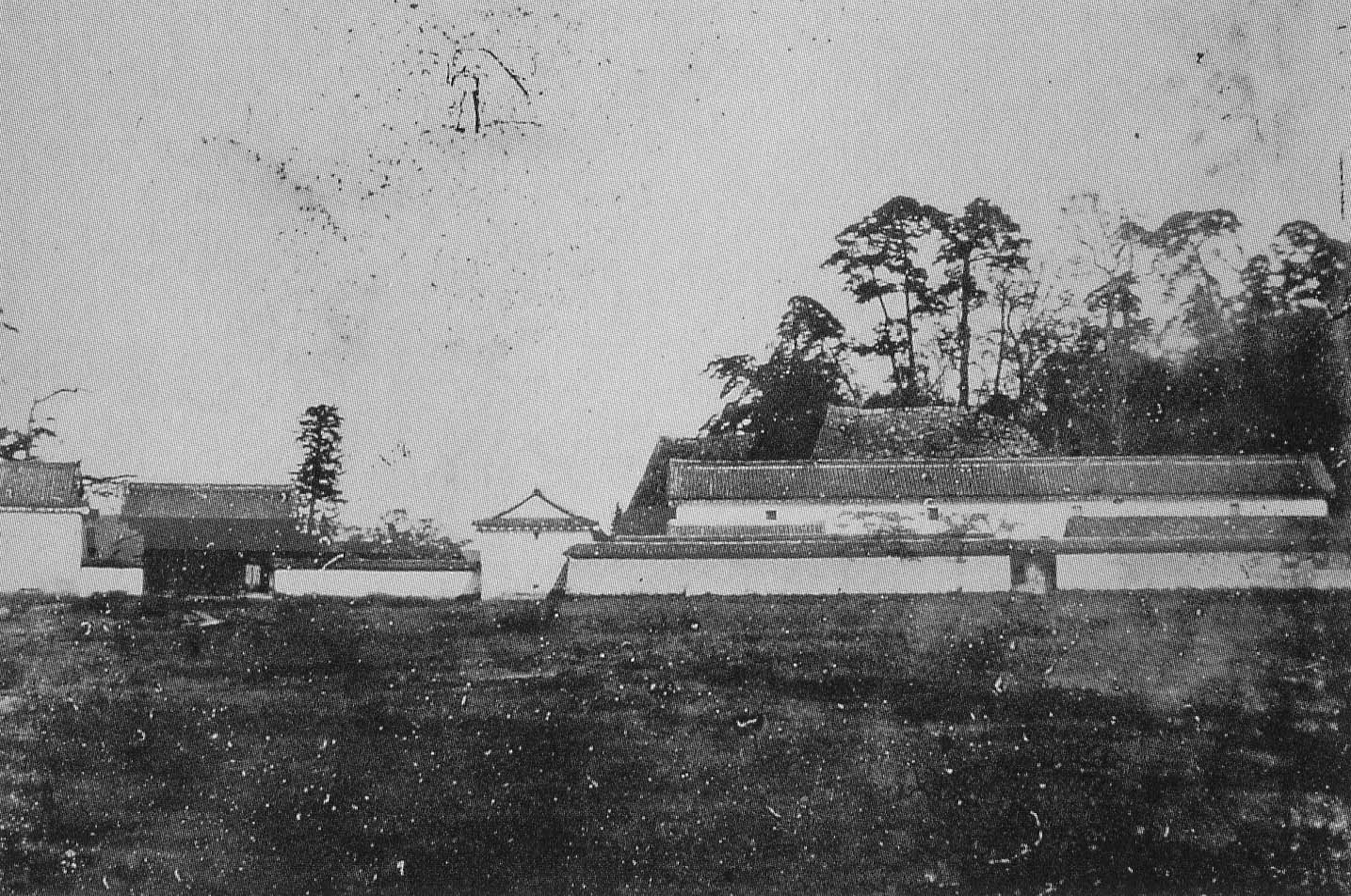
武具蔵（現存）/伊賀市上野図書館蔵

### 高石垣
大坂城の高石垣とともに日本で一、二を競う石垣は1611年（慶長16年）に「打込はぎ」の技法で築かれ、根石より天端まで29.7mの高さを誇り、三方に折廻して、延長368mに及ぶ。

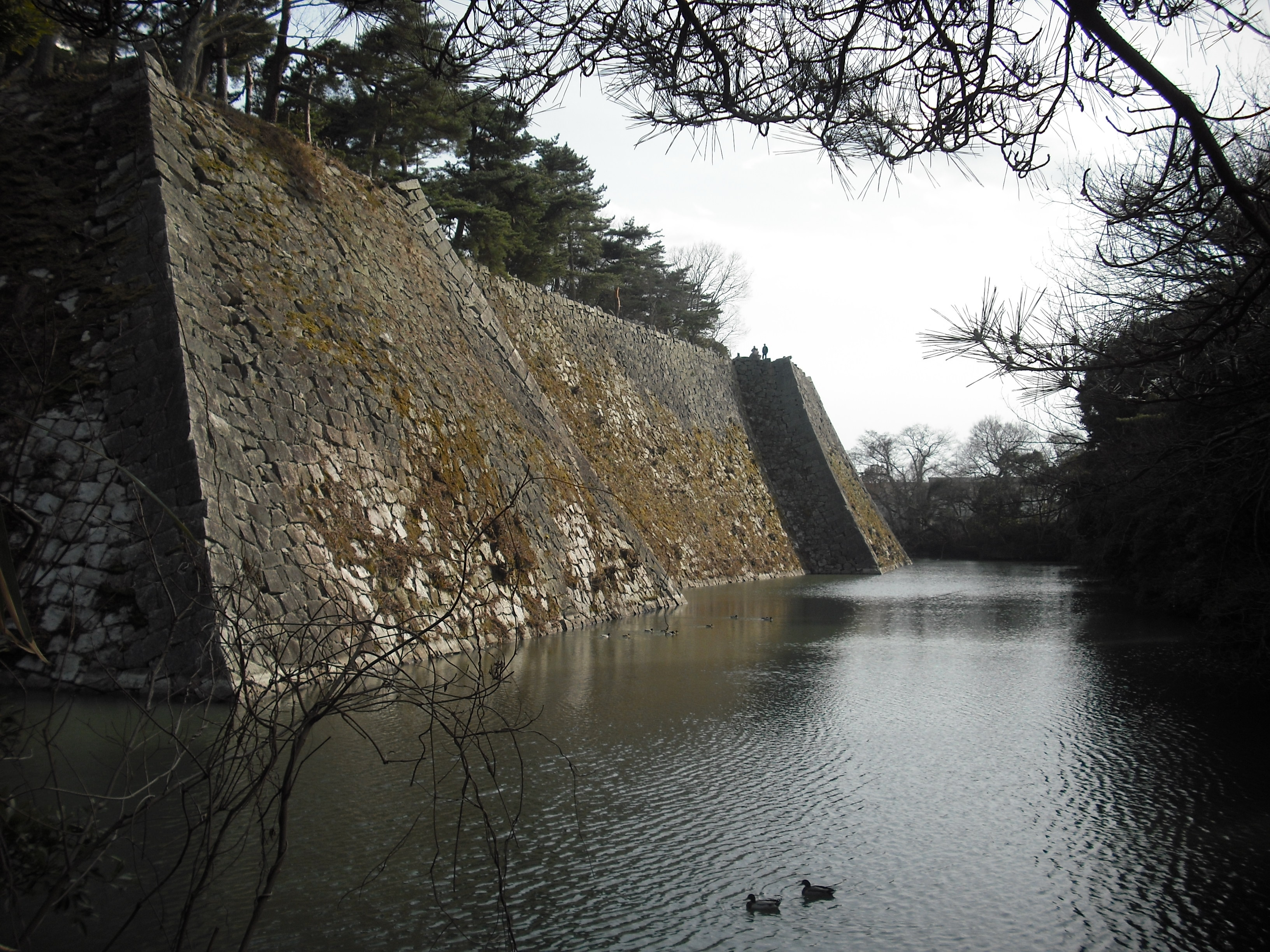
高石垣
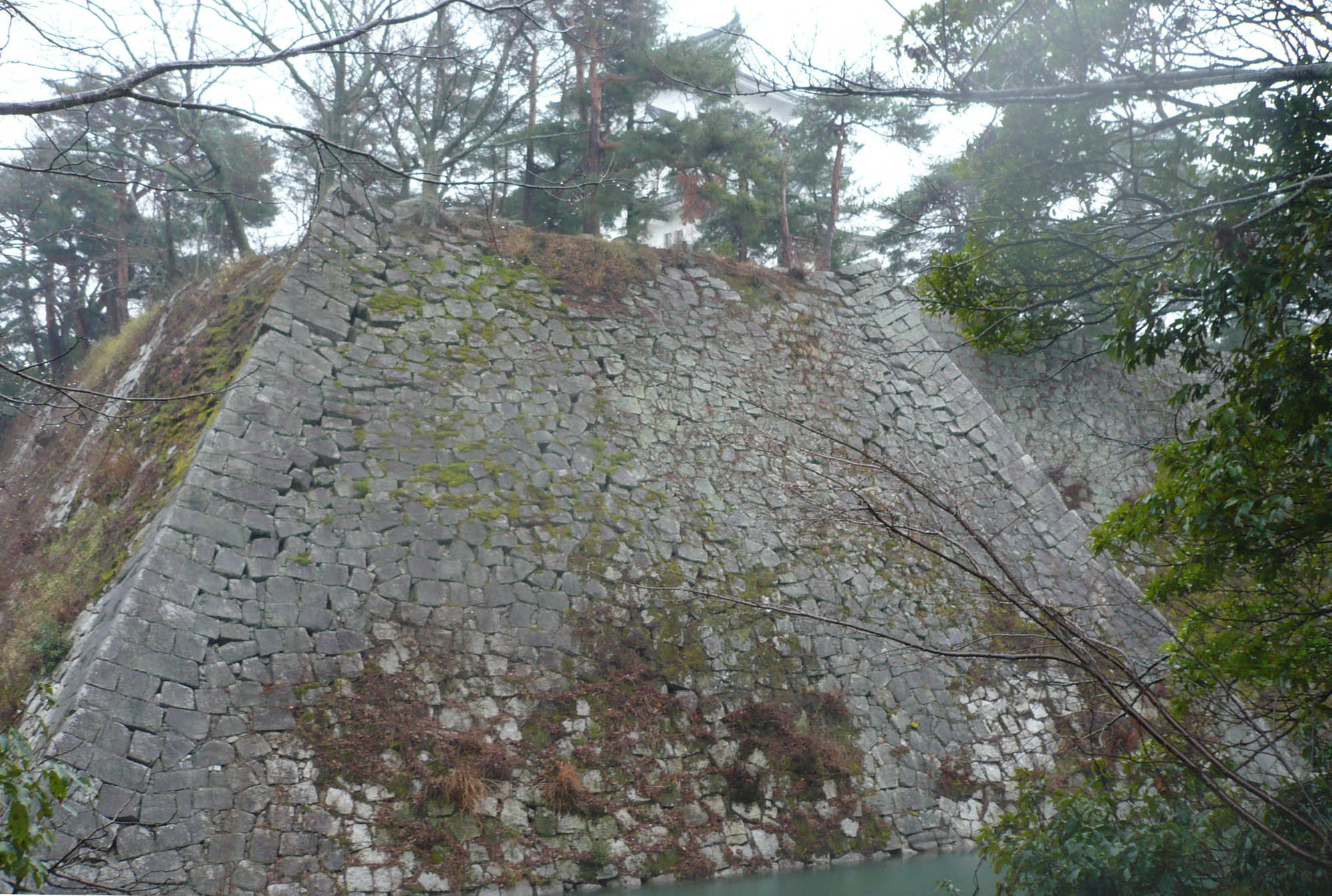
高石垣
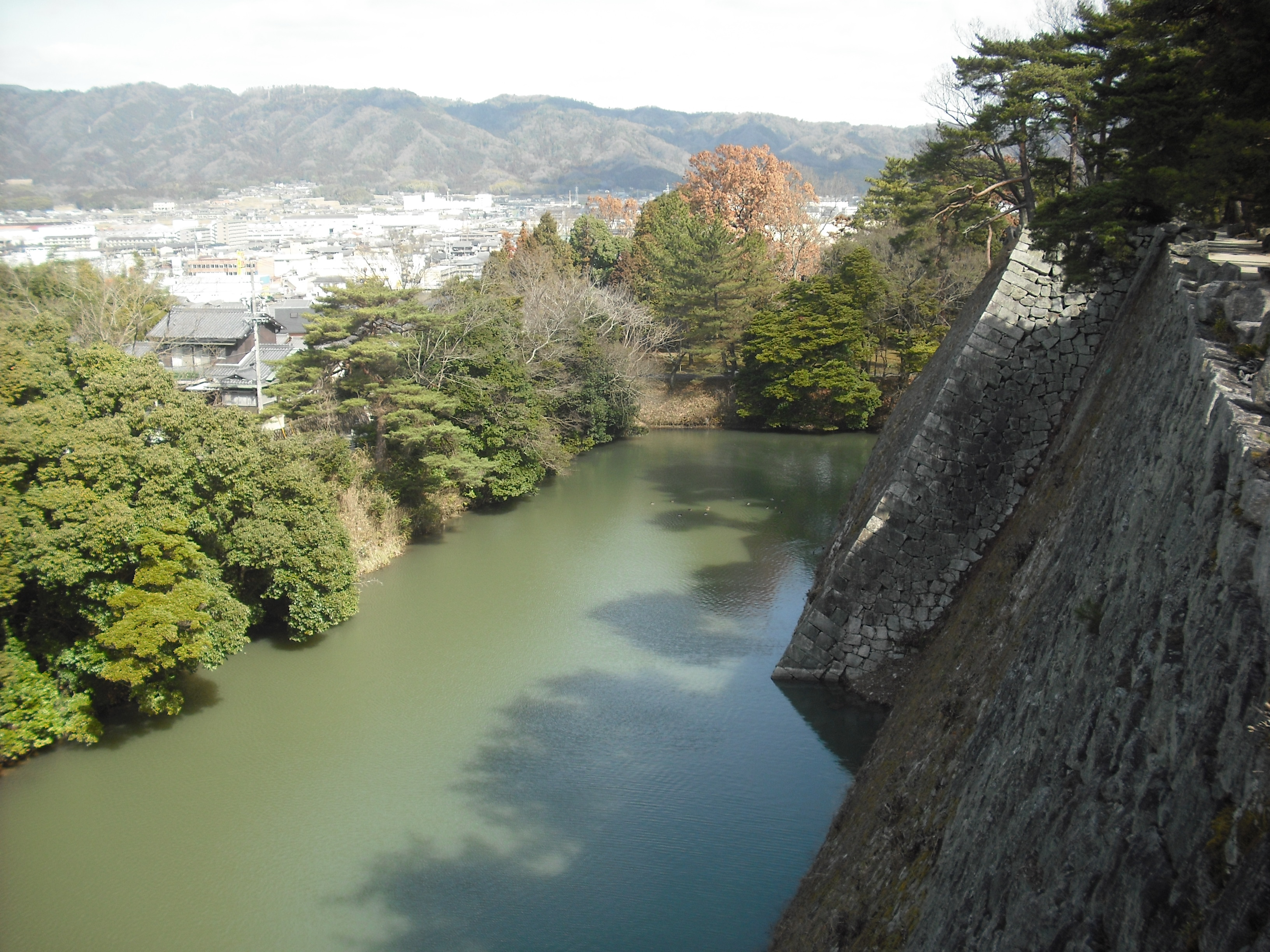
上から見た高石垣
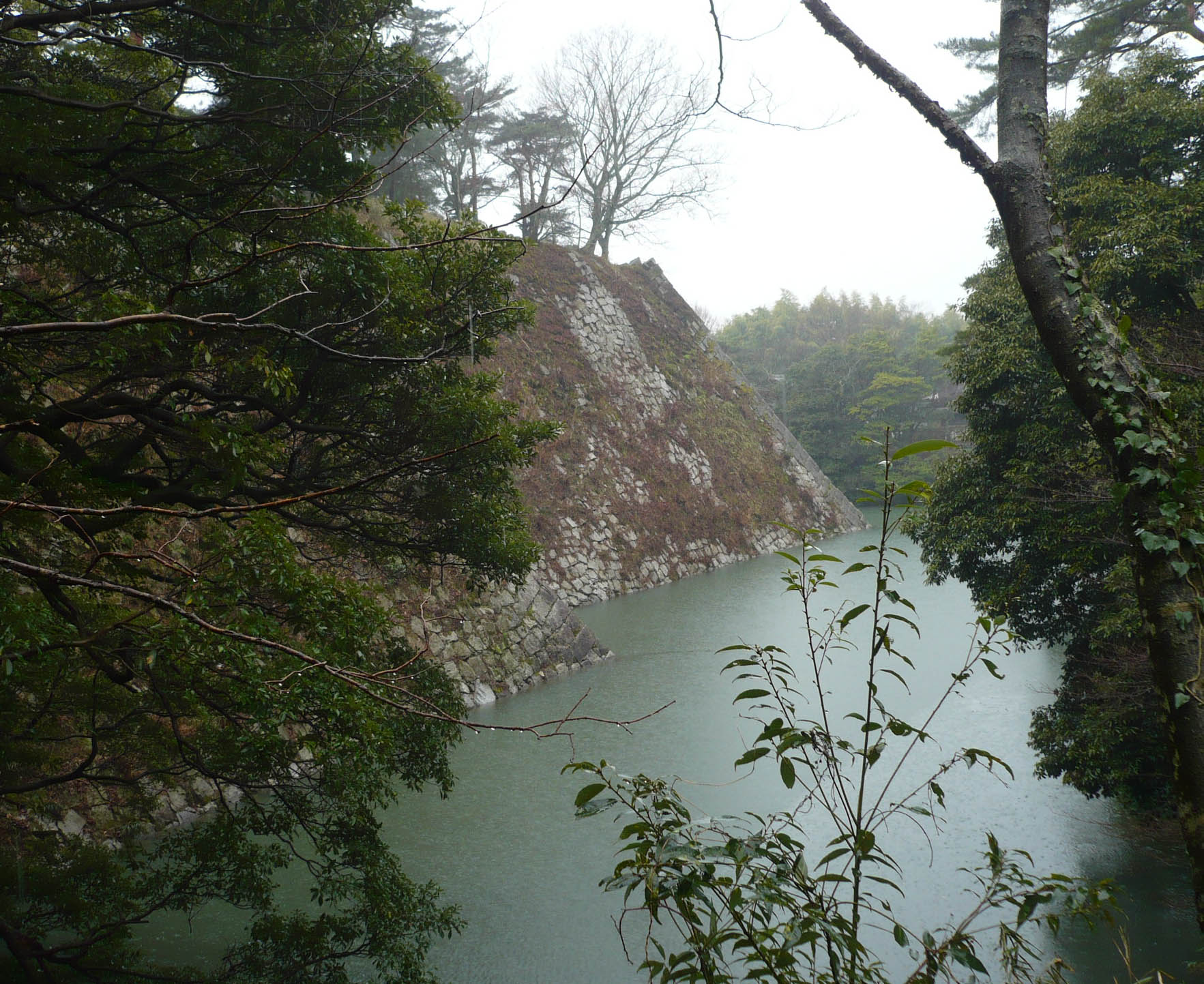
水濠
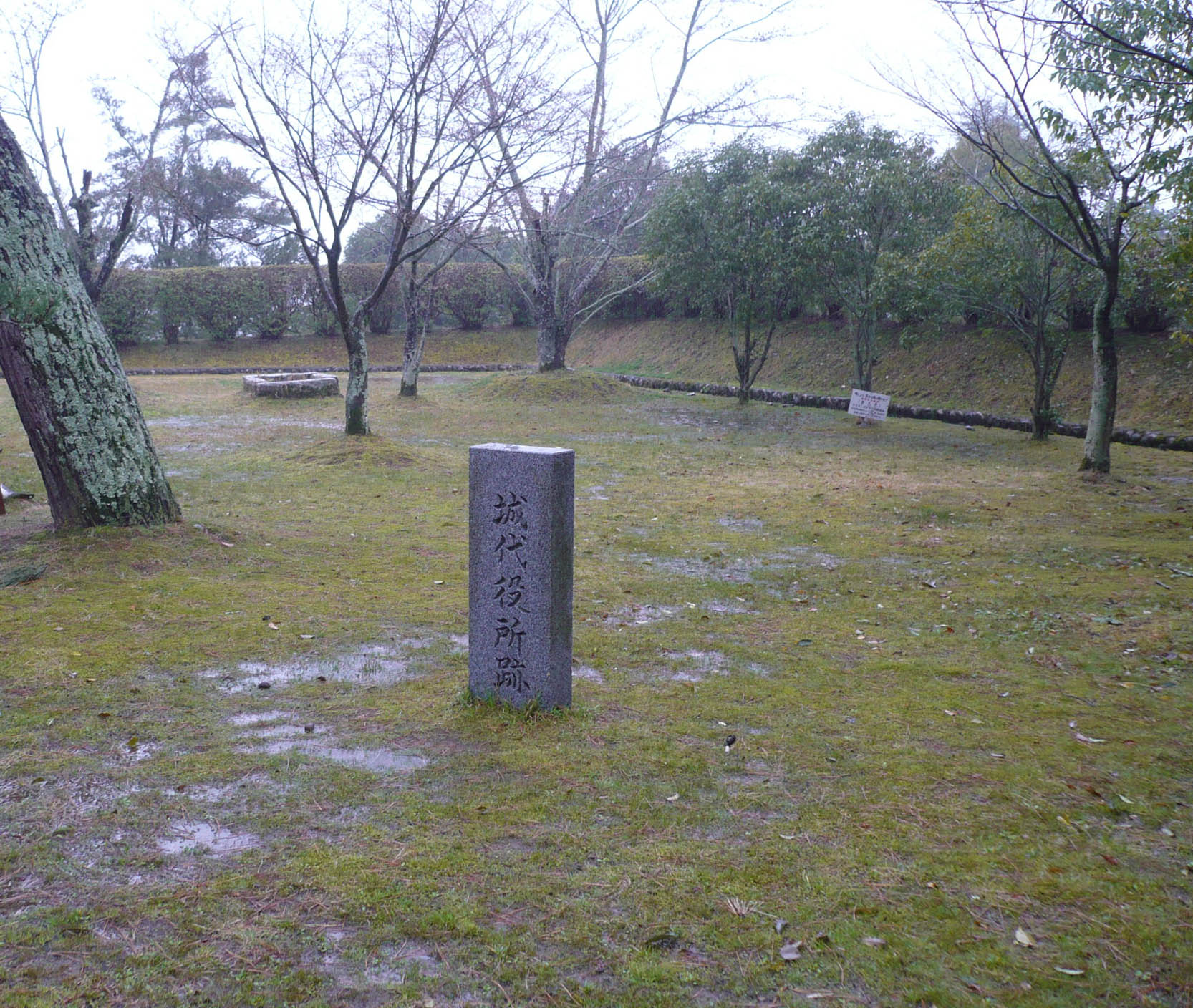
城代役所曲輪跡
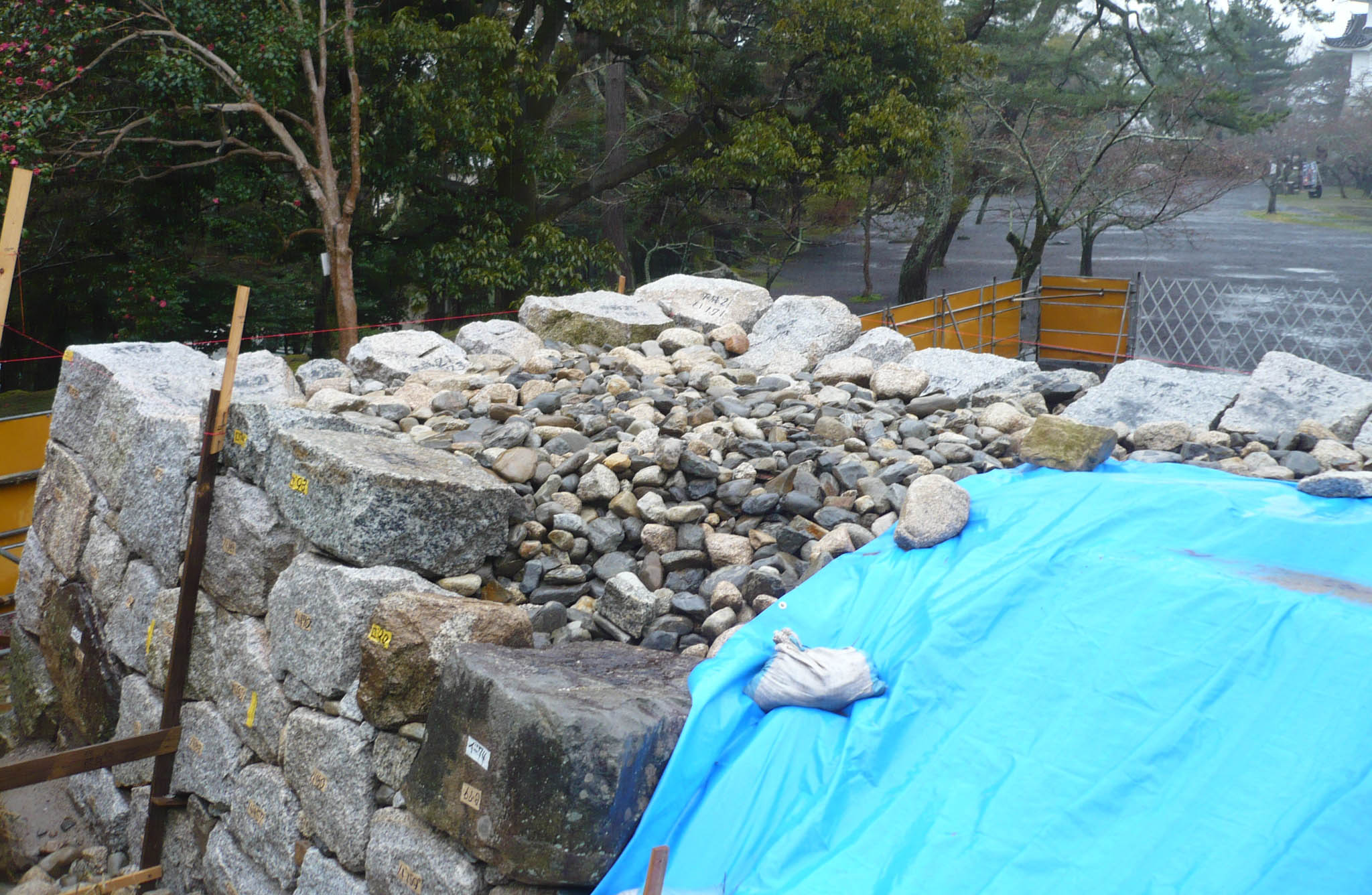
2010年（平成22年）発掘調査を伴う石垣の組み換え
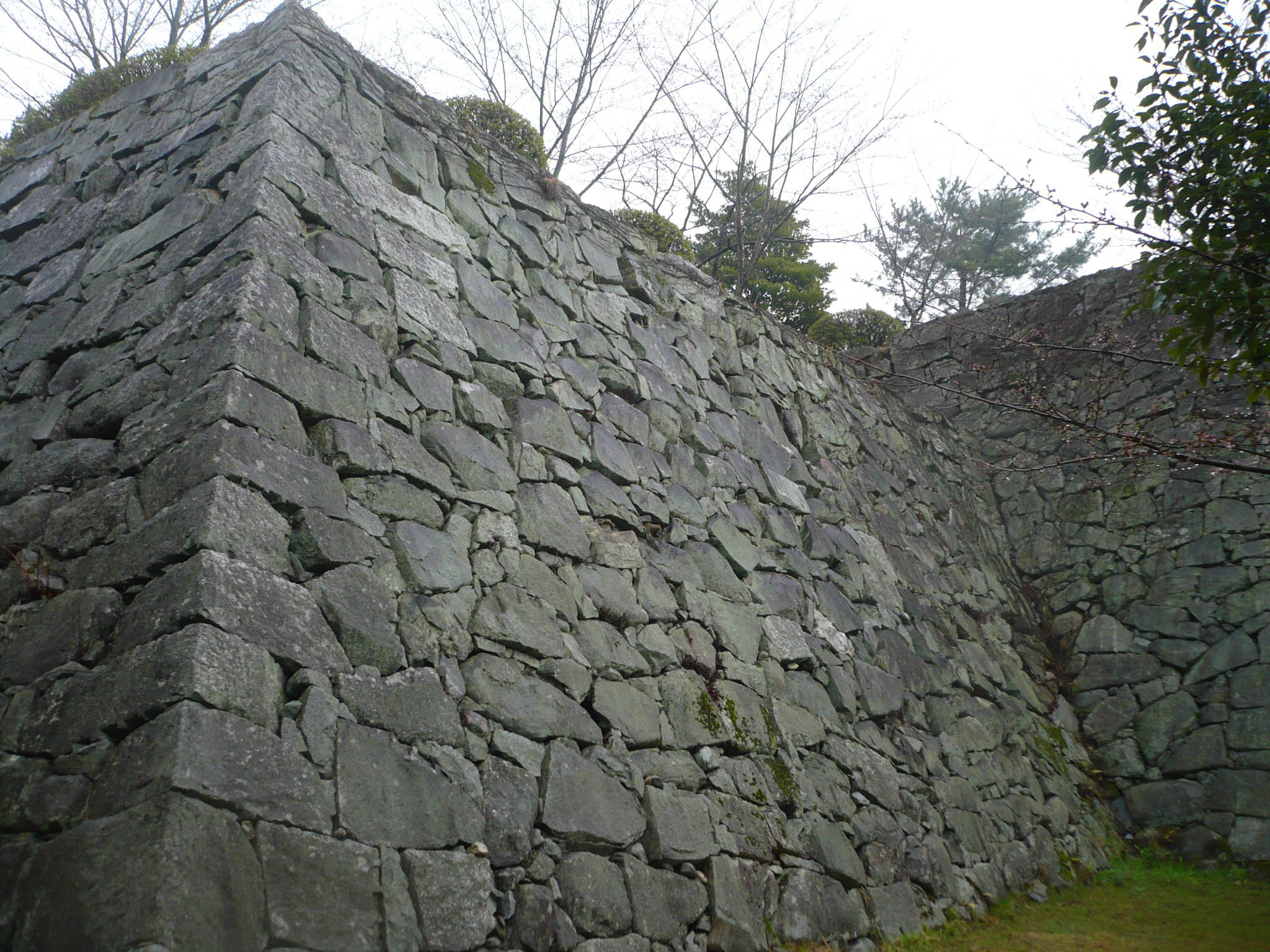
打込み接ぎの石垣
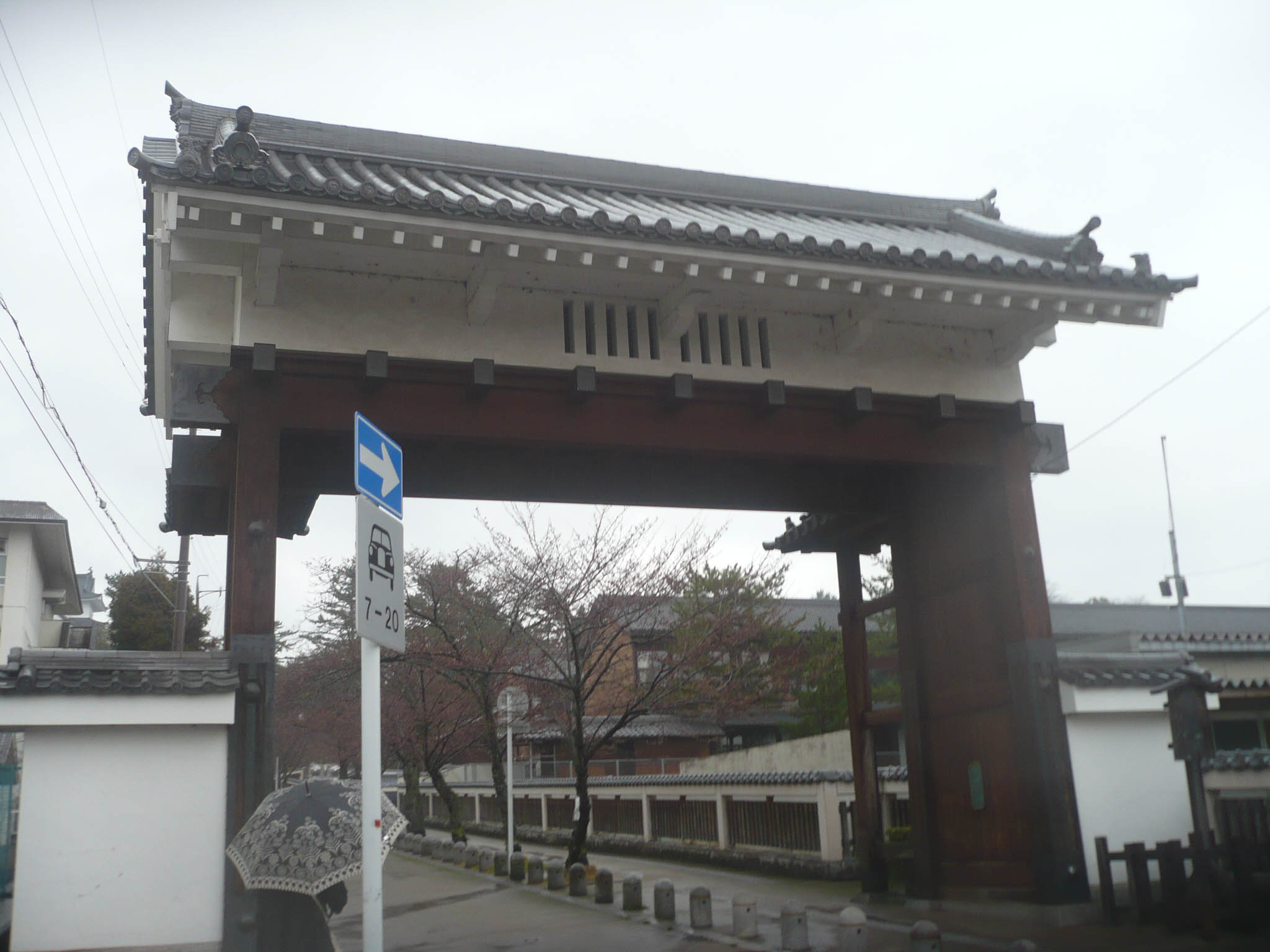
東大手門
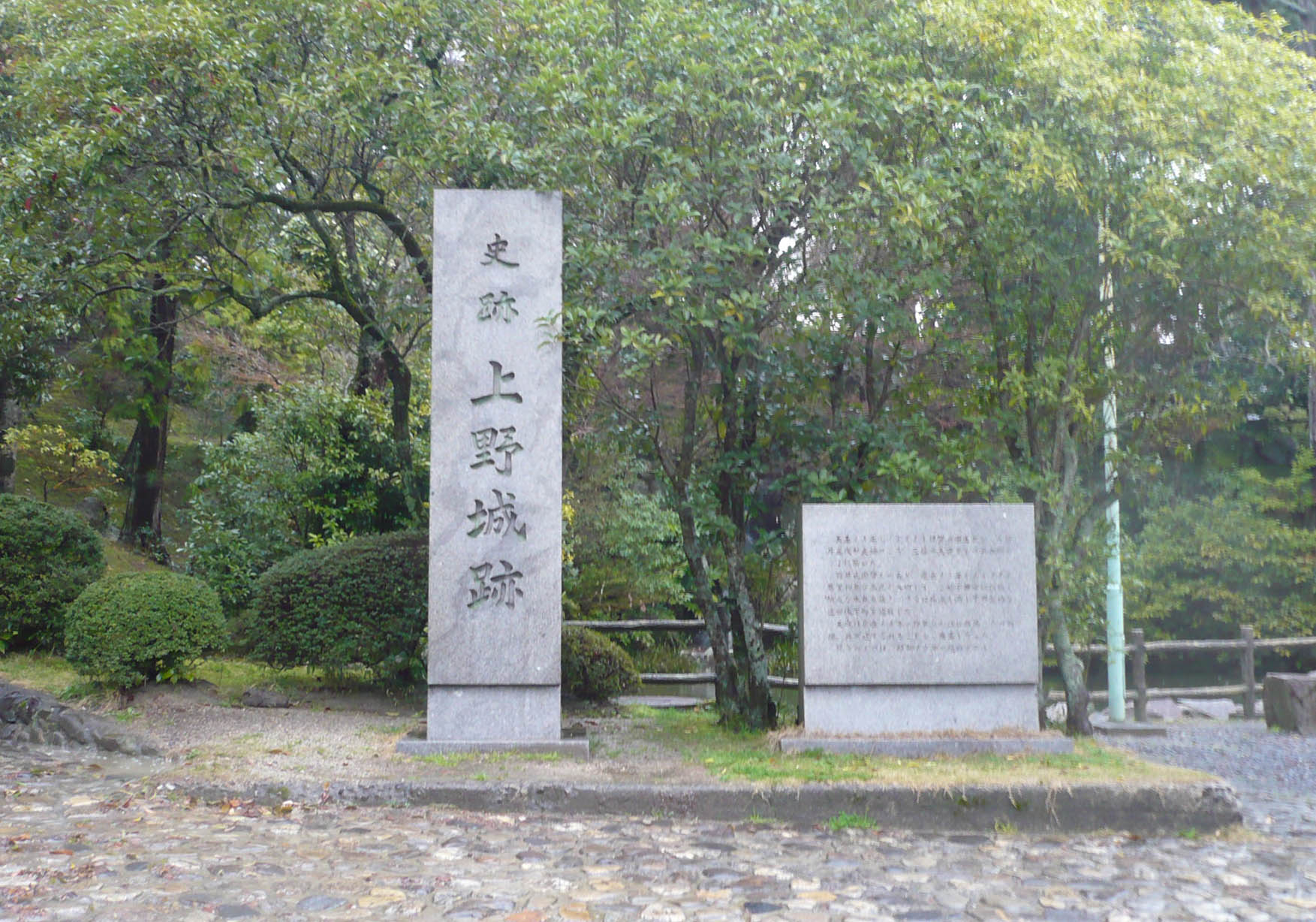
上野城の石碑

## 伊賀文化産業城

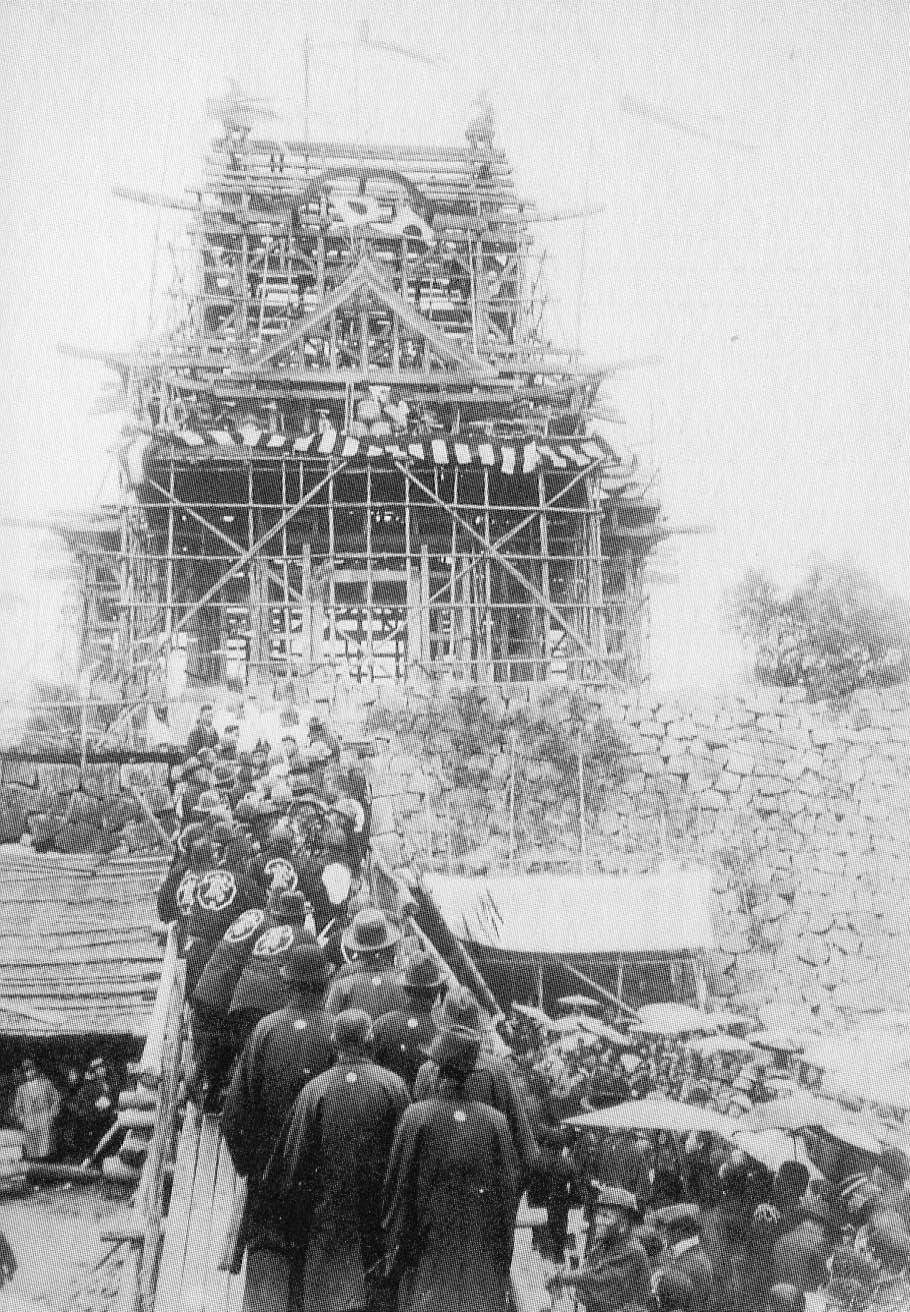
昭和8年（1933年）11月19日の天守閣棟上げ式

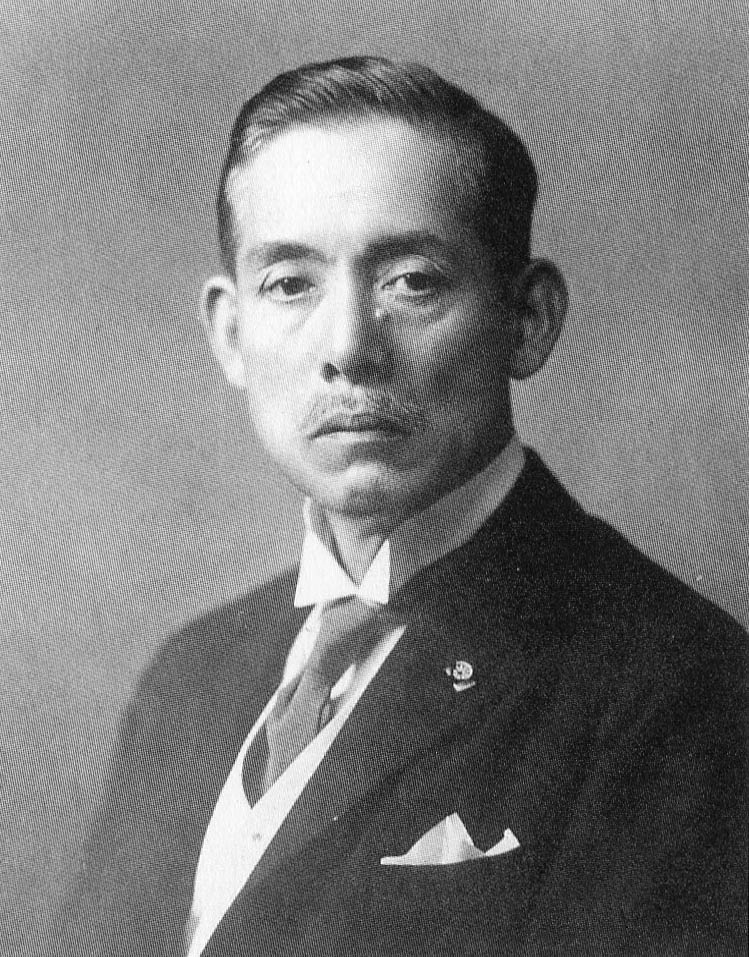
川崎克

現在の復興天守閣は、当地選出の代議士、川崎克が多くの支援者の協力を得ながら私財を投じて藤堂高虎が築いた城跡に再建したもので、川崎の「攻防策戦の城は滅ぶ時あるも、文化産業の城は人類生活のあらん限り不滅である」との理想をもとに、「伊賀文化産業城」と命名された。昭和7年（1932年）10月14日に地鎮祭を執行、工事に着手、翌年11月19日に棟上式、昭和10年（1935年）10月18日に完成した。
設計：渡辺虎一、施工：田中兼太郎。

### 構造
川崎克の純和風への強い要望により、同時期にコンクリート建築で再建された大坂城復興天守とは異なり、木造で瓦葺き、白漆喰塗籠の層塔型3層3階、高さ23mの大天守と、2層2階の小天守が建てられた。史的考証による設計はなされておらず、五層天守の天守台に三層天守を建てたために、天守台敷地の半分程度しか使用していない。

### 所蔵文化財
- 復興天守内には、
- 藤堂高虎の黒漆塗の兜（唐冠形兜（とうかんなりかぶと）三重県指定文化財）、狩野永梢の藤之図屏風などがある。
- 3階の天井には、天井絵巻として横山大観らの色紙46枚が張られている（天守閣竣成を祝って日本画家の横山大観はじめ著名な画家、書家、政治家などから寄贈されたもの）。
- 色紙寄贈者：小室翠雲　尾崎行雄　岡田啓介　土田麦僊　高浜虚子　近衛文麿　富田渓山　佐々木信綱　山本達雄　頼母木桂吉　永井柳太郎　宇垣一成　横山大観　町田忠治　岡崎邦輔　池上秀畝　下田歌子　清浦奎吾　日下部道寿　若槻礼次郎　徳川家達　川合玉堂　益田孝　細川護立　田中親美　安達謙蔵　竹越与三郎　松林桂月　松田源治　金子堅太郎　堂本印象　高田早苗　原富太郎　杉渓六橋　大野百錬　一木喜徳郎　棚橋絢子　南次郎　渡辺千冬　木村武山　徳富蘇峰　清水六兵衛　永田秀次郎　嘉悦孝子　宮川香山　川崎克
- 模擬天守は昭和60年（1985年）3月18日に伊賀市有形文化財に指定された。

### 施設情報
- 開館時間 
  - 午前9時-午後5時
  - （入館は午後4時30分まで）
- 休館日 
  - 12月29日-31日
- 入館料 
  - 大人600円、こども300円

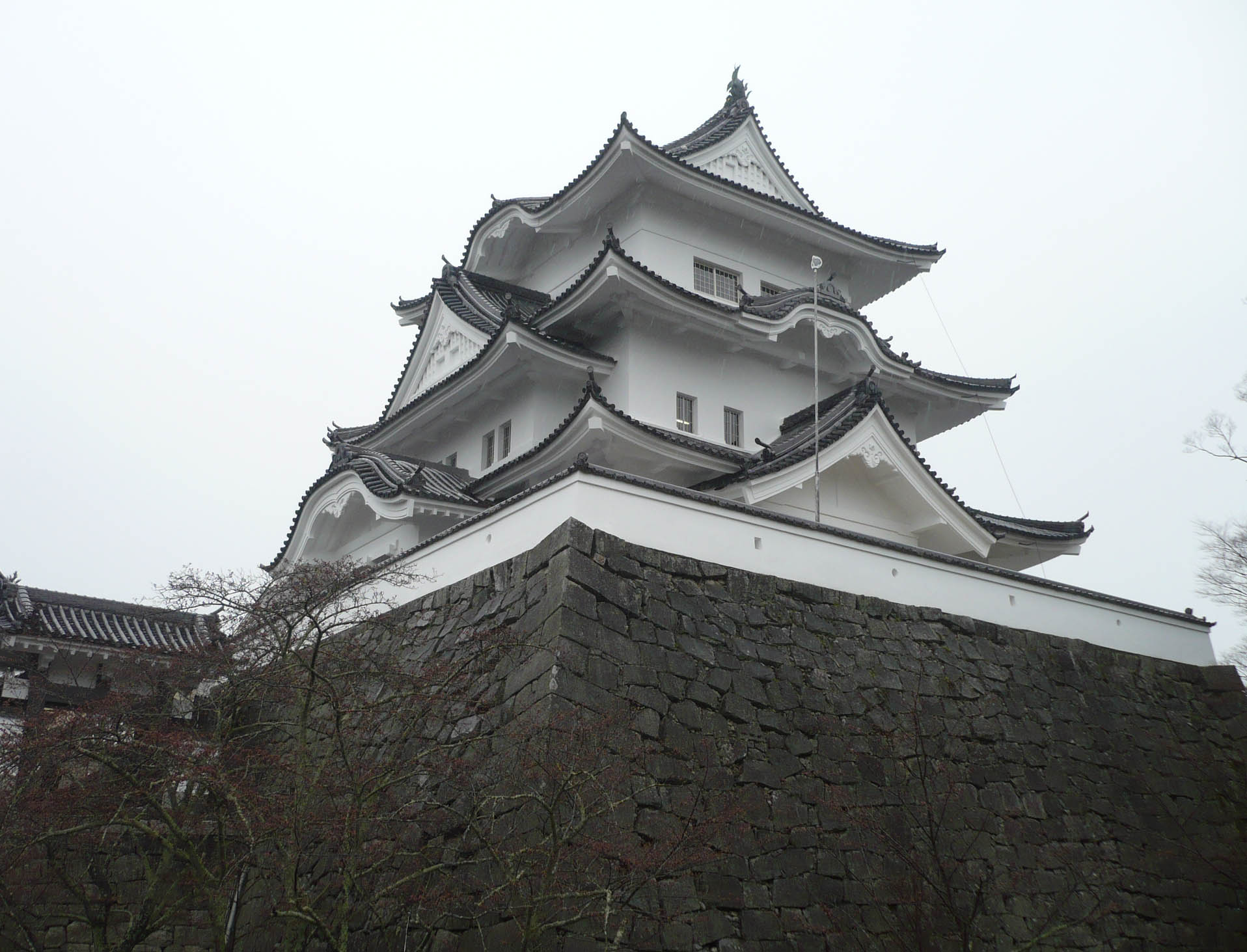
模擬大天守
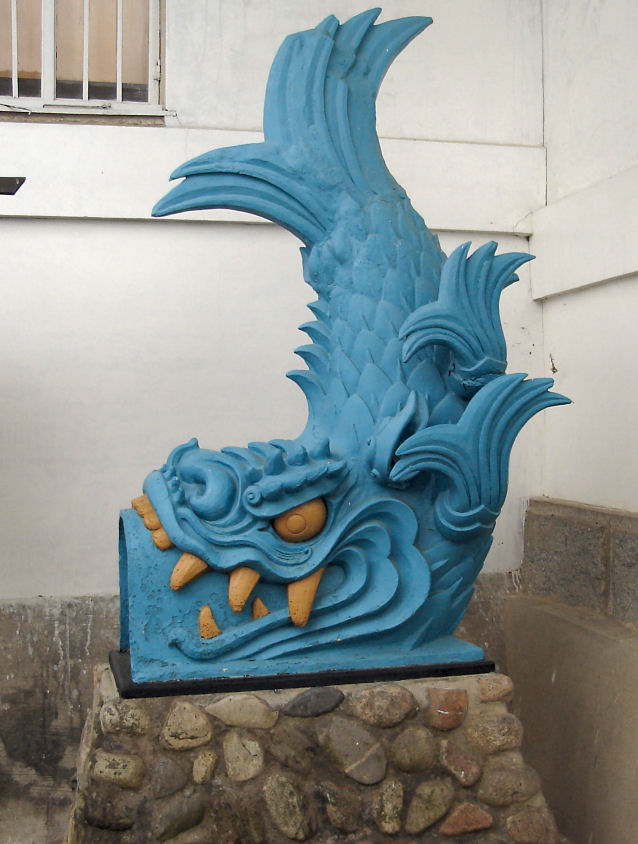
鯱
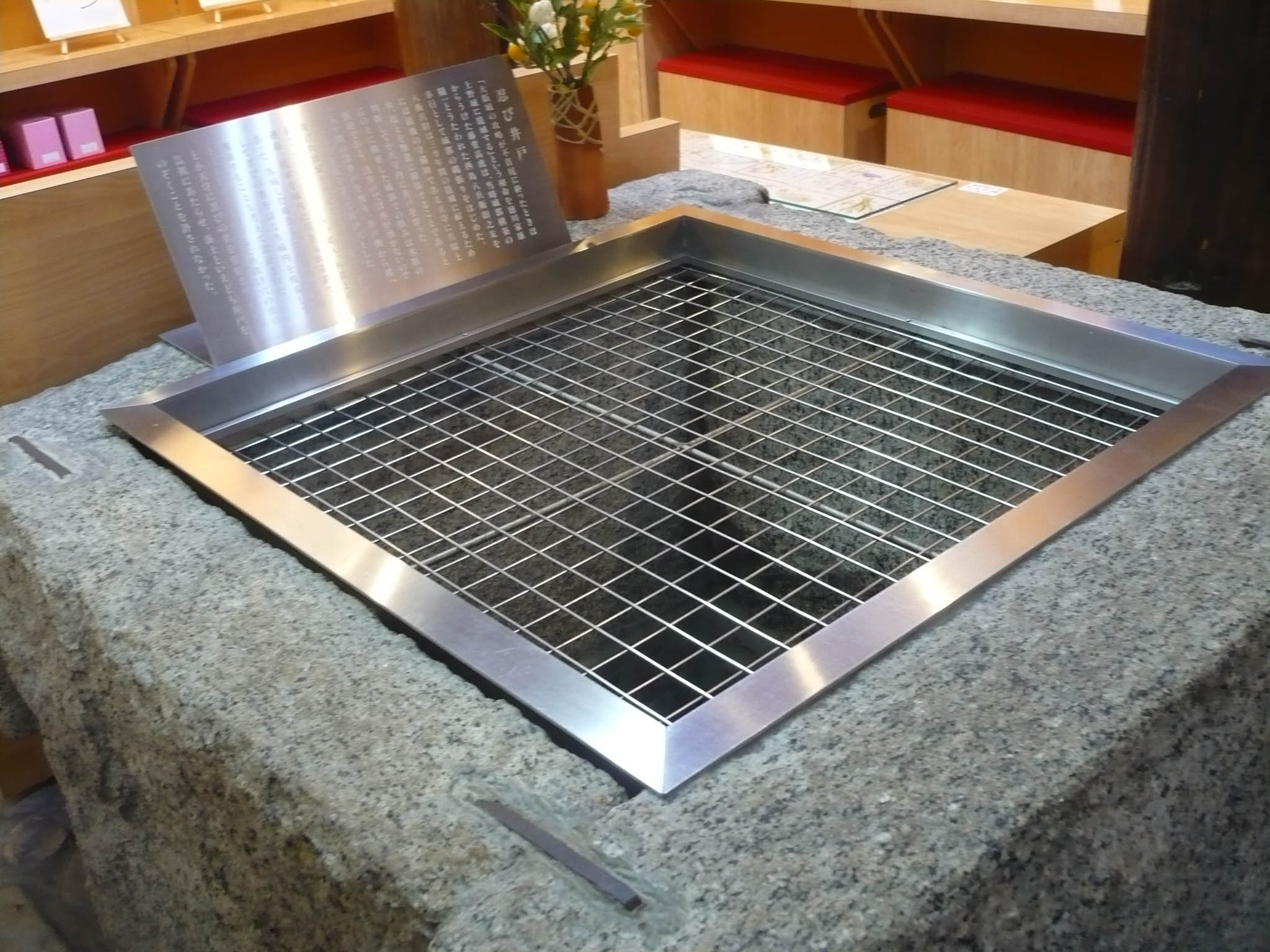
忍び井戸
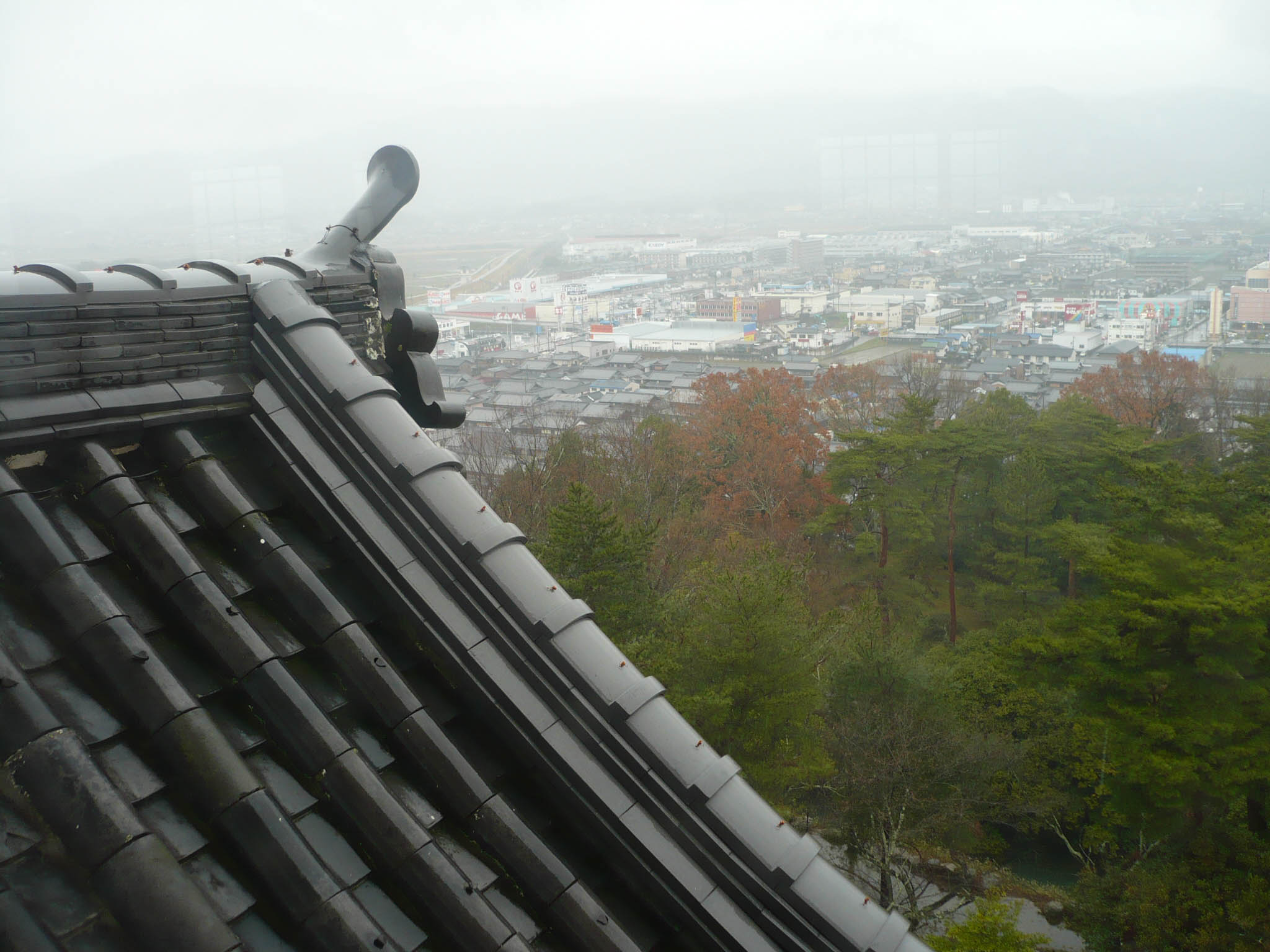
天守からの眺望

## 現在の状況
- 現在、現存している建造物は武具蔵のみである。この武具蔵は三重県立上野高校の図書館横に立地している。
- また、高石垣には植物が生えているが、ピンク色のテープの付いた植物は希少種のため意図的に残されている。その他の石垣の雑草の手入れは訓練の一環として自衛隊が毎年行っている。
- 復興天守が存在するが、本来の天守のあった正確な場所には建造されていない。筒井氏時代の天守台もほぼ当時の容貌を残しているが、石垣の積み直しや発掘作業で立ち入りは禁止されている。
- 石垣が高いため、転落して死亡者が出ることもある[5]。

## 城跡へのアクセス
- 電車でのアクセス
  - 伊賀鉄道　伊賀線　上野市駅
  - 徒歩約8分
- 車でのアクセス
  - 名阪国道　上野IC　→　国道368号　→　国道25号
  - 城内に有料駐車場有り